# نيسان باث فايندر
نيسان باث فايندر (بالإنجليزية: Nissan Pathfinder) عبارة عن مجموعة من السيارات الرياضية متعددة الاستخدامات التي تقوم بإنتاجها شركة نيسان منذ عام 1986م في البداية كانت نيسان باث فايندر مركبة متعددة الاستخدامات صغيرة الحجم، على الرغم من أنها تُعرّف اليوم بأنها متوسطة الحجم. وهي تشترك في الأصل في منصة نيسان للشاحنات الصغيرة، والآن في جيلها الرابع.[بحاجة لمصدر]
تم تسويق باث فايندر باسم نيسان تيرانو (بالإنجليزية: nissan terrano) خارج أمريكا الشمالية. ابتداءً من عام 2004، تم تسويق سلسلة R51 دوليًا باسم باث فايندر.
أطلقت نيسان هذا الجيل من باث فايندر لعام 2013م، رغم ذلك كان لابد من عمل بعض التحديثات في ذلك الحين. ولكن قامت الشركة بتقديم طراز هجين فقط للدخول به إلى العام الجديد. أما بالنسبة للعام التالي عام 2015، فقد تم عمل تحديثات على مجموعة نقل الحركة في سيارات الدفع الرباعي. وفي عام 2017م تم إعادة تصميم باث فايندر 2017م وإضافة محركات أقوى أقوى من طراز V6 ونظام معلومات ترفيهي محدث وبعض ميزات الأمان الأخرى مثل تحذير الاصطدام. وفي العام 2018، أصبح نظام التحذير من الاصطدام الأمامي ذو إمكانيات قياسية وأعلى كفاءة. بينما شهدت الاصدارات التالية «2019 و 2020م» تغييرات قليلة نسبيًا.

## الجيل الأول (WD21 ؛ 1986)
تم تقديم الجيل الأول من باث فايندر كسيارة دفع رباعي ببابين ، ويتشابه ذلك التصميم ومعظم مكونات السيارة مع تصميم ومكونات السيارة نيسان هارد بودي .
فيما قبل الباث فايندر ، كان هناك أنواع أخرى نيسان بوش ماستر (تحويل ما بعد البيع لشاحنة داتسون ) ، لكنها نادرة وربما تصنع حسب الطلب. في ذلك الوقت كان نظام الدفع الرباعي يعتبر اختياري حيث يمكن تشغيله إلكترونيًا أثناء تحرك السيارة ، بينما ناقل الحركة أوتوماتيكي رباعي السرعات. وكانت جميع ميزات باث فايندر متوفرة في كل من إصدارات الدفع الثنائي والدفع الرباعي، وسعة المحرك 2.4 لتر رباعي الأسطوانات. وفي بعض البلدان ، كانت سعة المحرك 2.7 لتر .
في اليابان أطلق عليها اسم تيرانو كرفيق أصغر لسيارة نيسان سفاري الأكبر. في حين أن باث فايندر تيرانو كانت مصممة على أساس سيارة هارد بودي (بالإنجليزية: Hardbody) والتي تم طرحها حديثًا ، تم استعارة نظام التعليق الخلفي المكون من خمسة وصلات من باث فايندر سفاري لتعزيز قدراتها على الطرق الوعرة. تم تثبيت الإصدار ذو البابين مع نيسان في جي 30 أي (بالإنجليزية: VG30E Nissan V6).
نظرًا لأن السوق الياباني كان يُنظر إلى تيرانو على أنها سيارة فاخرة ، بسبب التركيز على وسائل الترفيه المدمجة ، فقد تم تقديم تيرانو للعملاء اليابانيين كسيارة طرق وعرة ، بدلا من فير لادي (بالإنجليزية: Fairlady ZX). كانت تيرانو متاحة بخيارات لا توجد عادة في المركبات الأخرى ذات الميزانية المحدودة. كانت بعض خيارات الطراز الياباني الراقي عبارة عن تكييف هواء يتم التحكم فيه، ونوافذ تعمل بالكهرباء ، ومقاعد ، وأقفال أبواب ، ومقاعد ريكارو (بالإنجليزية: Recaro).
في عام 1987 ، دخل الجيل الأول من تيرانو في سباق رالي باريس، مع استمرار المشاركة في سباقات الرالي لسنوات عديدة ، وفاز عدة مرات.
وفي أكتوبر 1989 ، تم تقديم باث فايندر بأربعة أبواب من أجل تعزيز جاذبية باث فايندر في السوق ، لكن الطول الإجمالي للسيارة وقاعدة العجلات لم يتم تمديدهما لاستيعاب الأبواب الخلفية. وعند تقديمها إلى أمريكا الشمالية ، من 1985 إلى 1989 ، جاءت باث فايندر ببابين فقط. وفي عام 1990 تم تحويلها إلى أربعة أبواب.
عندما تم طرح الإصدار ذي الأربعة أبواب ، اختارت نيسان إخفاء مقابض الأبواب كجزء من التصميم الجديد حتى تبدو بصريًا مثل شاحنة ببابين ، مع مقابض الأبواب التقليدية على الأبواب الأمامية . بعد ذلك تم استخدام التصميم نفسه في جميع سيارات الدفع الرباعي من نيسان ، بما في ذلك نيسان أرمادا ونيسان جوك ونيسان تيرانو II ونيسان إكستيرا . وتم تقصير الأبواب الأمامية قليلاً لتلائم الأبواب الخلفية. استمر الجيل الأول حتى عام 1995.
تم بيع الجيل الأول من نيسان باث فايندر أيضًا في إندونيسيا من 1995 إلى 2006 باسم نيسان تيرانو . متوفر فقط مع هيكل بأربعة أبواب ومحرك بنزين مكربن ودفع ثنائي (دفع رباعي متاح فقط للموديل الأعلى 1995-1996  ) وناقل حركة يدوي 5 سرعات. تم بيع 17.801 وحدة فقط خلال 11 عامًا من الإنتاج.

### تعديل الوجه
تم إجراء عملية تجميلية للتصميم في عام 1990 عندما تم تقديم طراز 4 أبواب. تمت مراجعة الشبكة الأمامية ، وأصبحت العديد من خيارات مستوى الديكور الداخلي متاحة وتم تقديم العديد من الحزم الخارجية من قبل الوكلاء. في 1993 تم إضافة ضوء فرامل ثالثًا وحصلت طرازات 1994 على لوحة عدادات منحنية. تم إجراء تعديلين إضافيتين لتيرانو الإندونيسية في عامي 1997 و 2003 ، وجعلت عمليات تعديل الوجه هذه المظهر الخارجي والداخلي أكثر حداثة على عكس الإصدار العالمي من الجيل الأول باث فايندر.

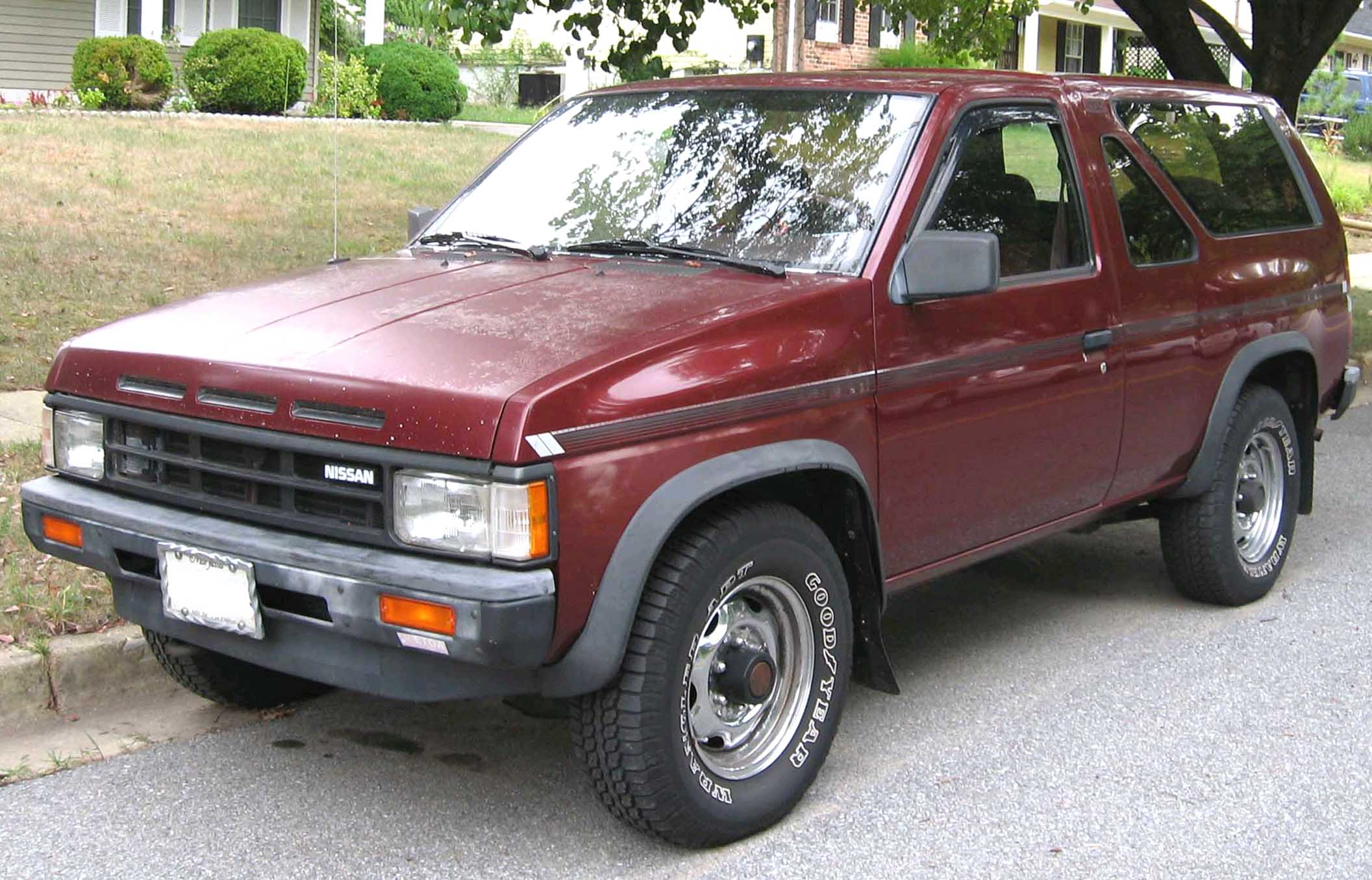
1986-1990 نيسان باثفايندر 2 باب
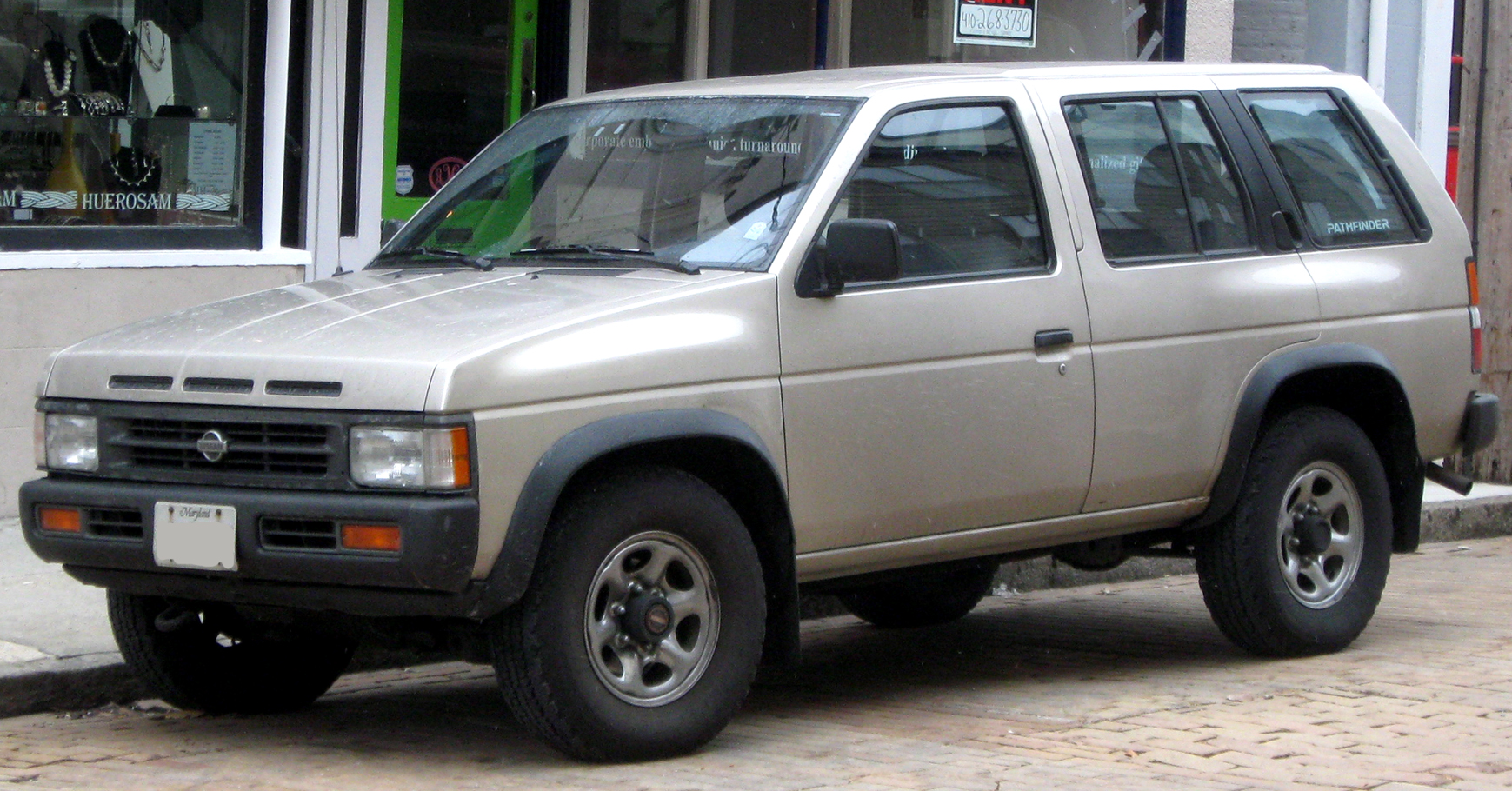
1990-1995 نيسان باثفايندر 4 أبواب
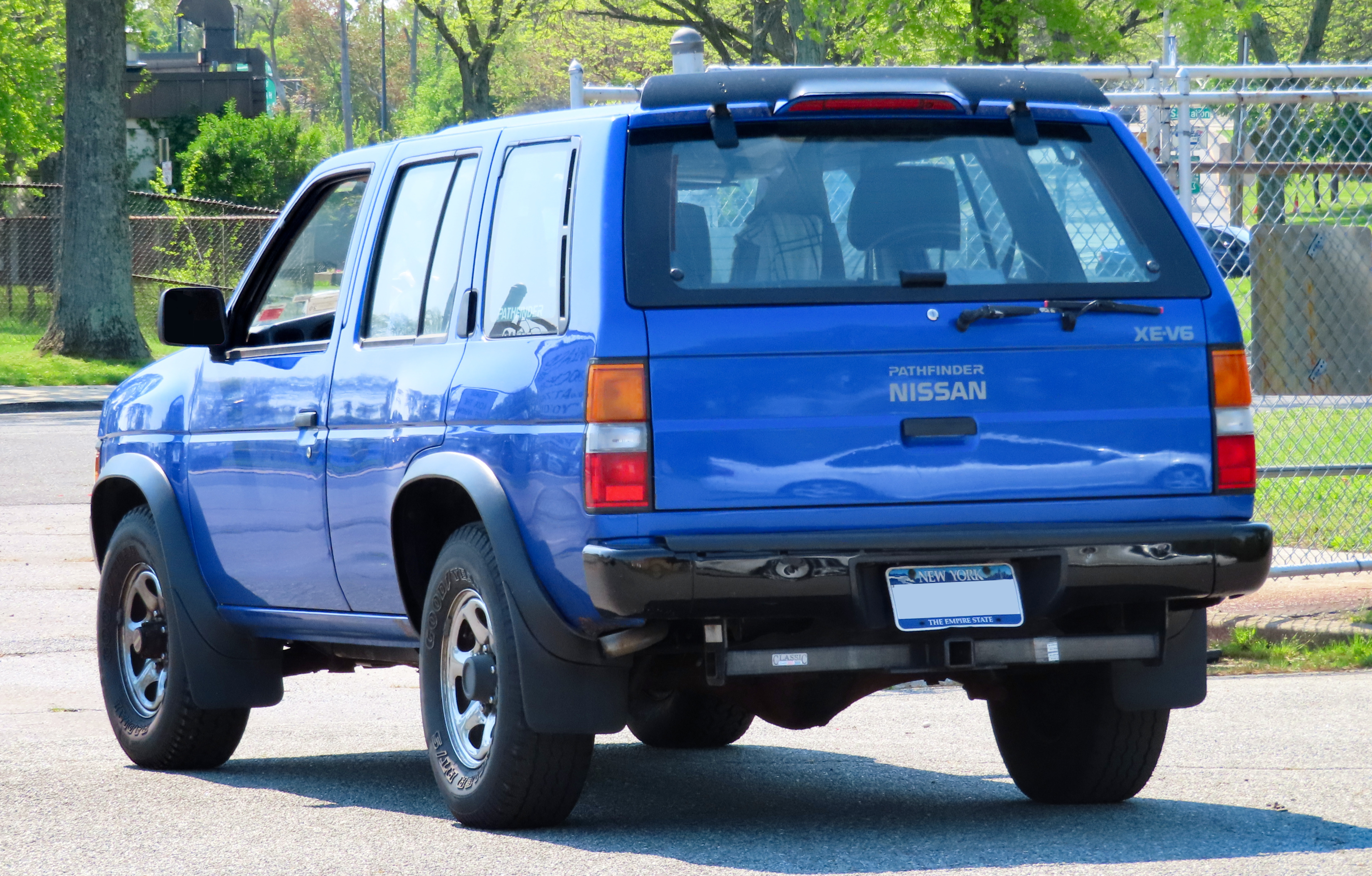
1990-1995 نيسان باثفايندر 4 أبواب
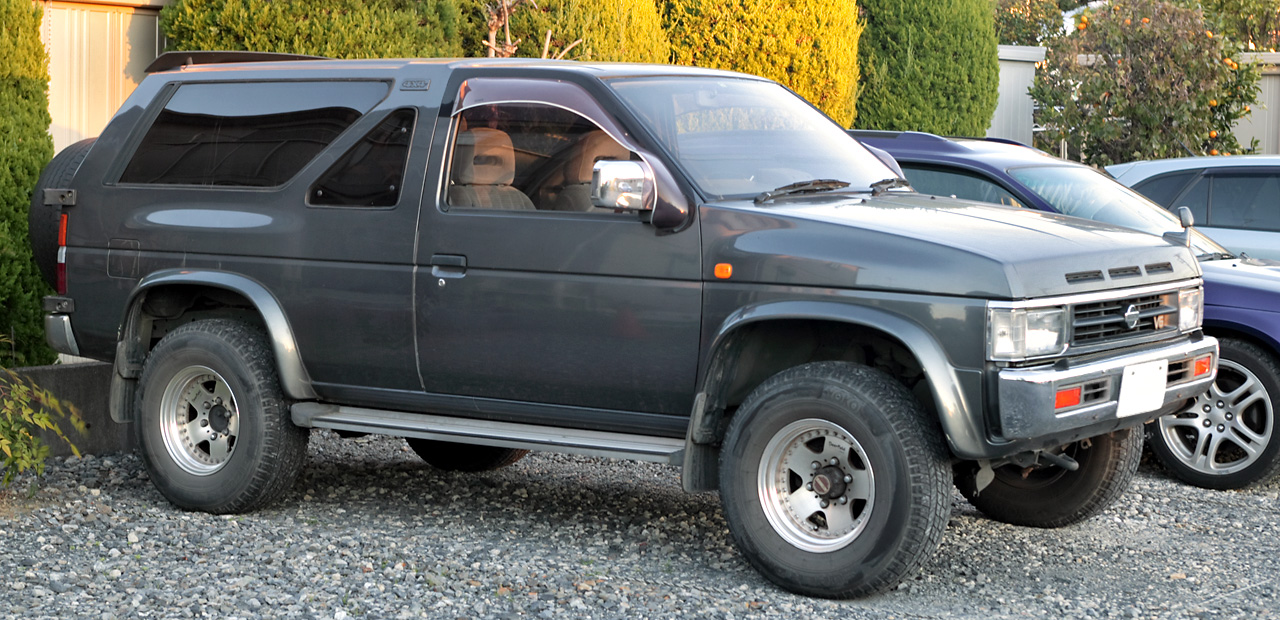
نيسان تيرانو
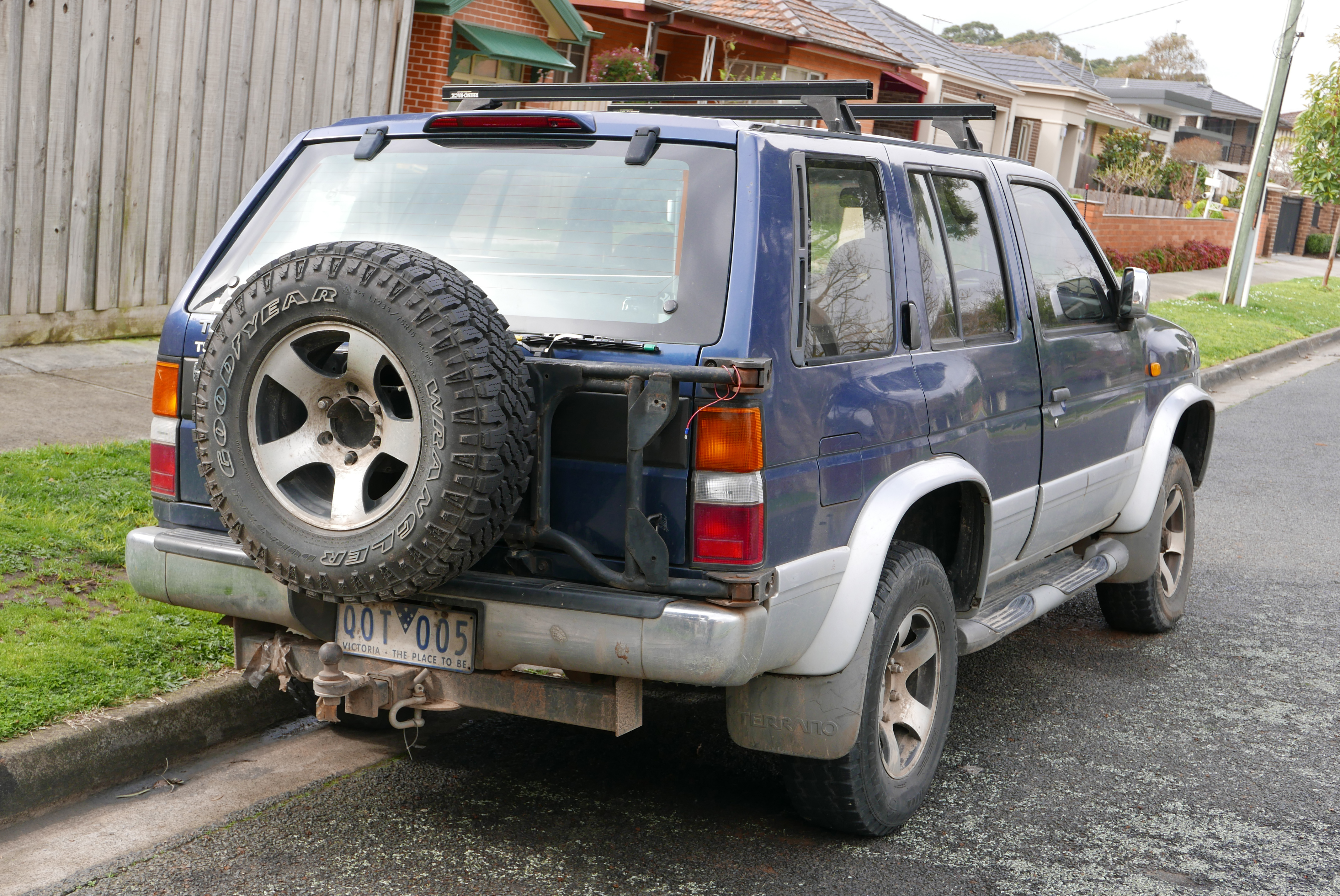
نيسان تيرانو
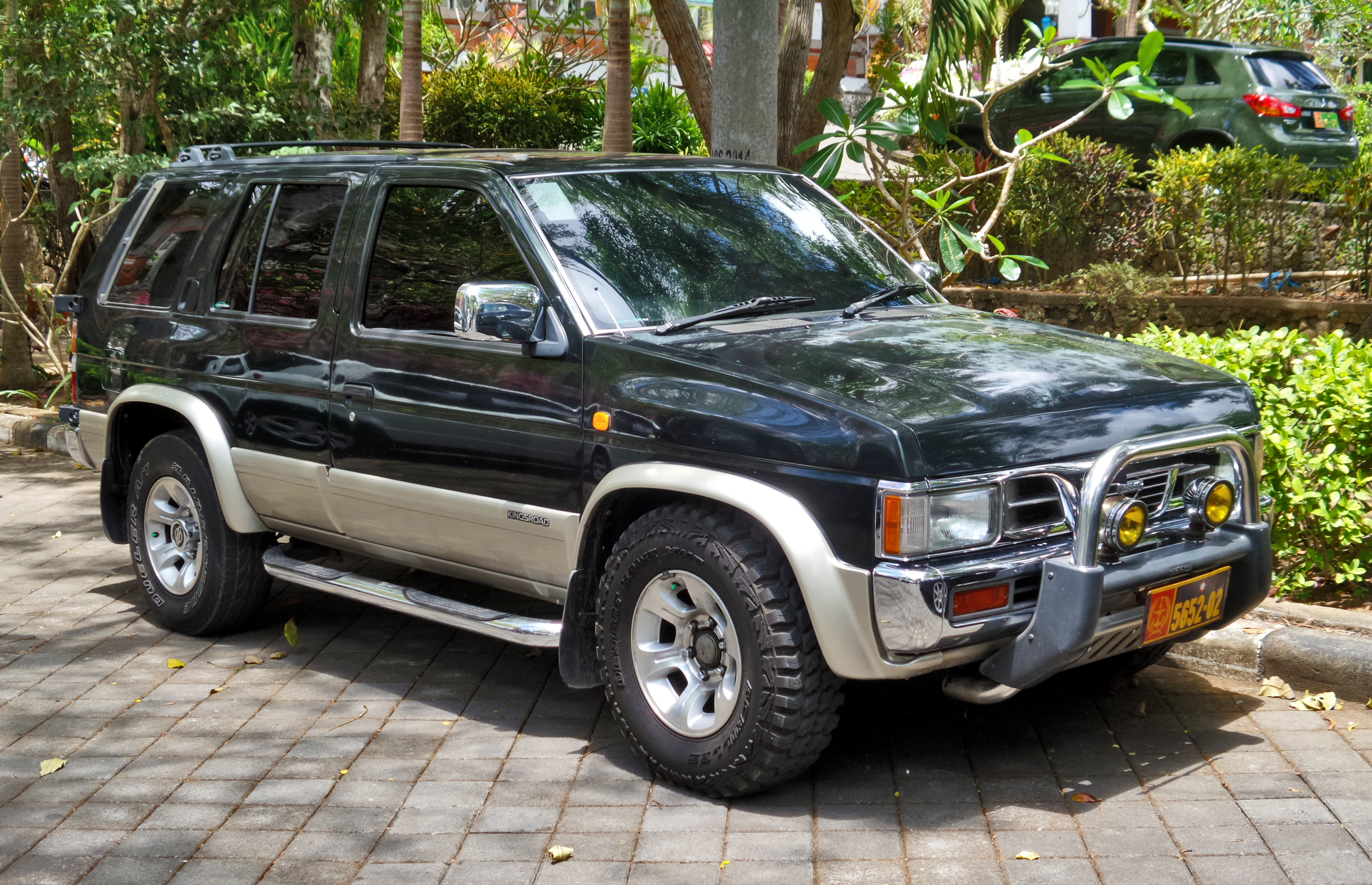
1997-2003 نيسان تيرانو Kingsroad (إندونيسيا)
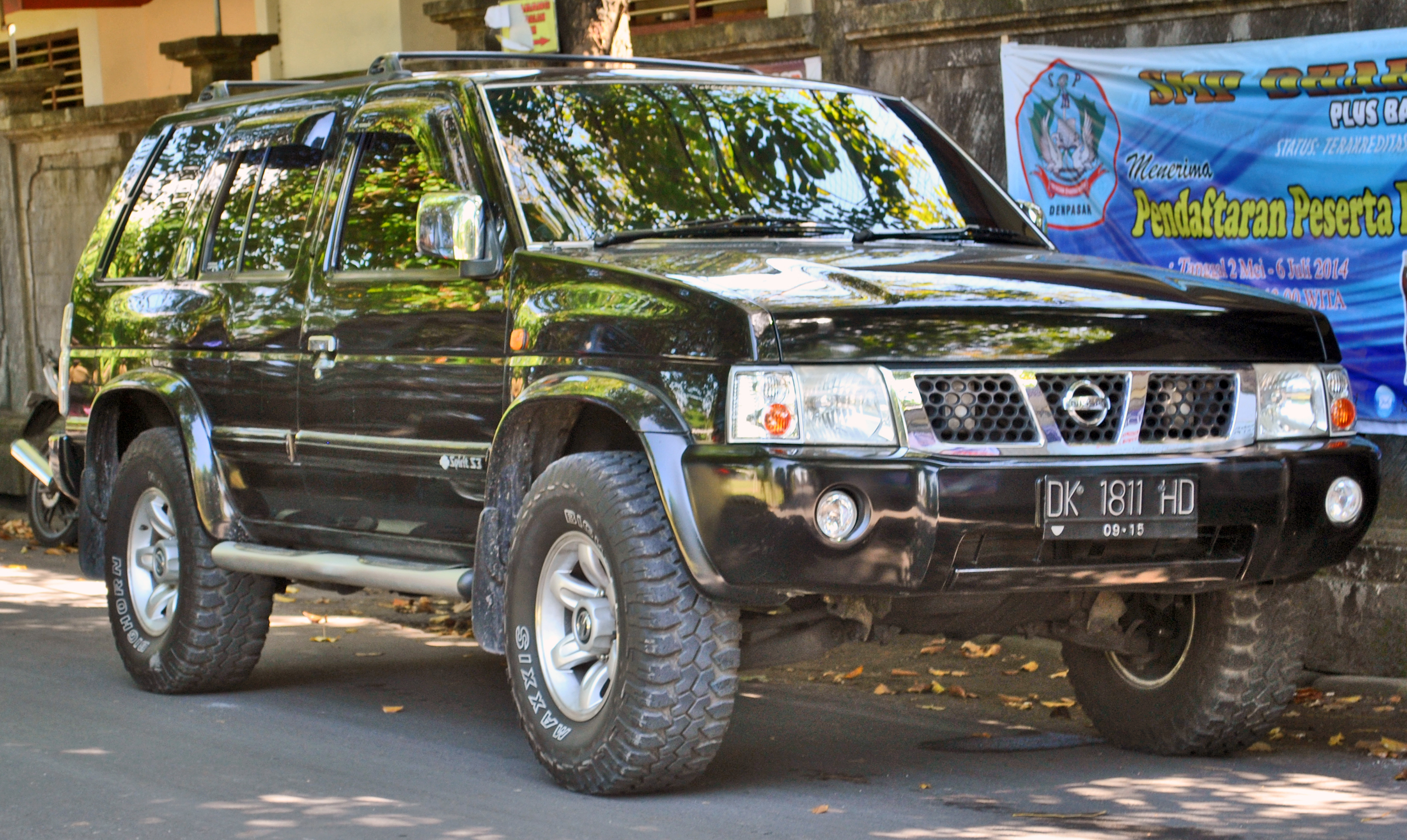
2003-2006 نيسان تيرانو سبيريت S3 (أمامي ، إندونيسيا)
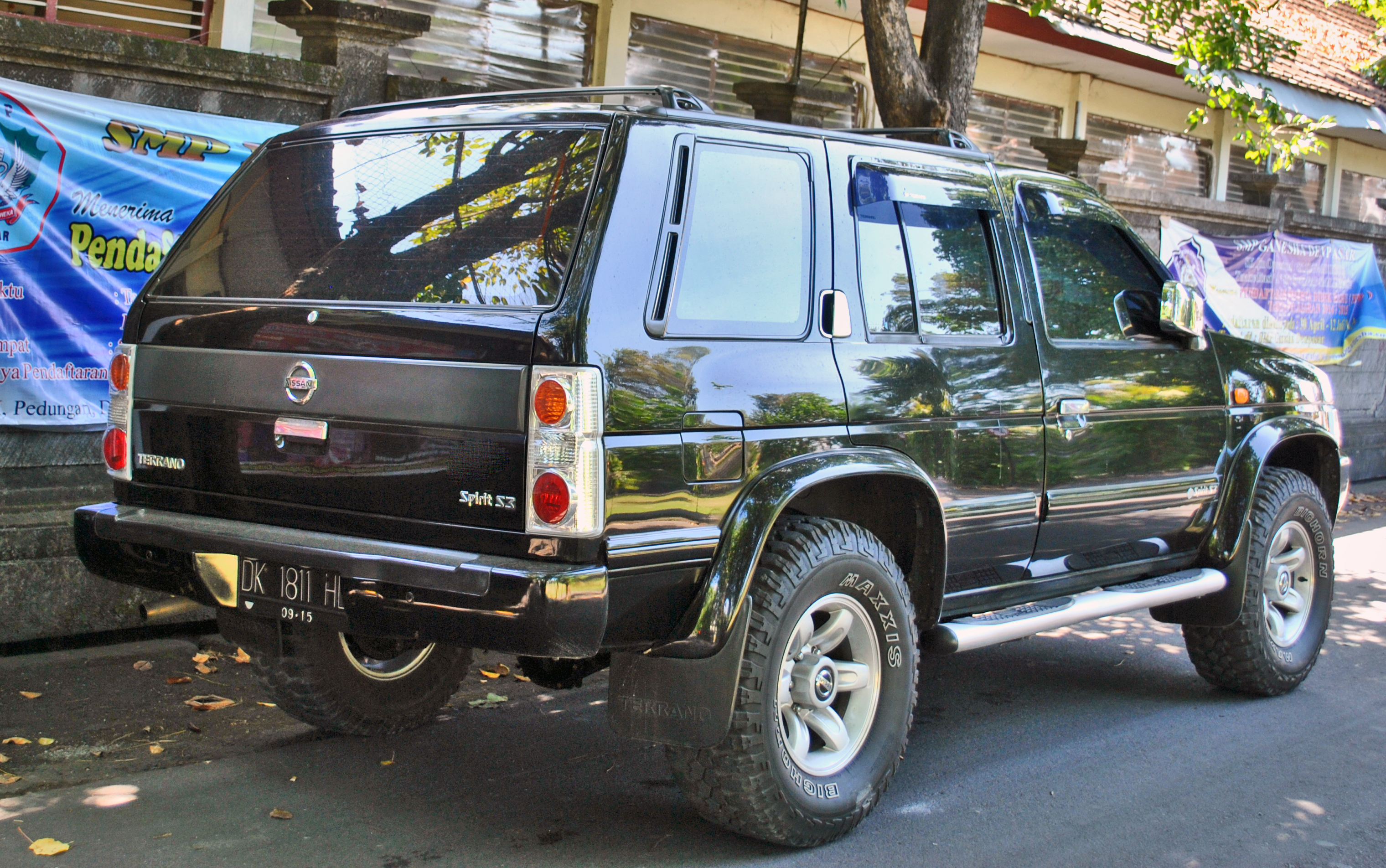
نيسان تيرانو سبيريت S3 مع مصابيح خلفية كريستالية جديدة (خلفية ، إندونيسيا)

## الجيل الثاني (R50 ؛ 1996)

### تعديل الوجه
تم تقديم الجيل الثاني من باث فايندر في أواخر عام 1995 بتصميم معدل باستخدام هيكل أحادي بدلاً من الهيكل على المثبت على الإطار . وفي عام 1999 تمت ترقية المحرك إلى VG33E بقوة 168 حصان (125 كـو) و 196 رطل قدم (266 ن·م) عزم الدوران. بعد ذلك انتشرت نماذج ناقل الحركة اليدوي بـ 250 حصان (186 كـو) و 240 رطل قدم من عزم الدوران. كان هذا المحرك هو VQ35DE . ولم يعد خيار المحرك رباعي الأسطوانات متاحًا.واستمر استخدام محركات الديزل في النماذج اليابانية والأوروبية.
اعتبارًا من عام 2002 ، لم يعد يتم تسويق باث فايندر تيرانو في اليابان ، وكان متاحًا في أمريكا الشمالية وأوروبا والشرق الأوسط. وتم استبداله بسيارة نيسان مورانو (بالإنجليزية: Nissan Murano). بعد ذلك عرضت نيسان سيارة أصغر على الطرق الوعرة لقاعدة عملائها اليابانيين الذين يحبون باث فايندر ، فقامت بتقديم نيسان إكس تريل في نهاية عام 2000.

كانت باث فايندر قد تلقت عملية تعديل لعام 1999 مع واجهة أمامية معدلة وفتحة خلفية وداخلية. ثم تلى ذلك عملية تعديل أخرى في عام 2002 ، عندما تمت إضافة شعار نيسان المحدث و شبكة معدلة على خلاف طراز 1999 ، بالإضافة إلى عجلة قيادة جديدة وحافات مختلفة وشاشة راديو. وفي عام 2003 ، تلقت الباث فايندر عجلة قيادة جديدة مرة أخرى.

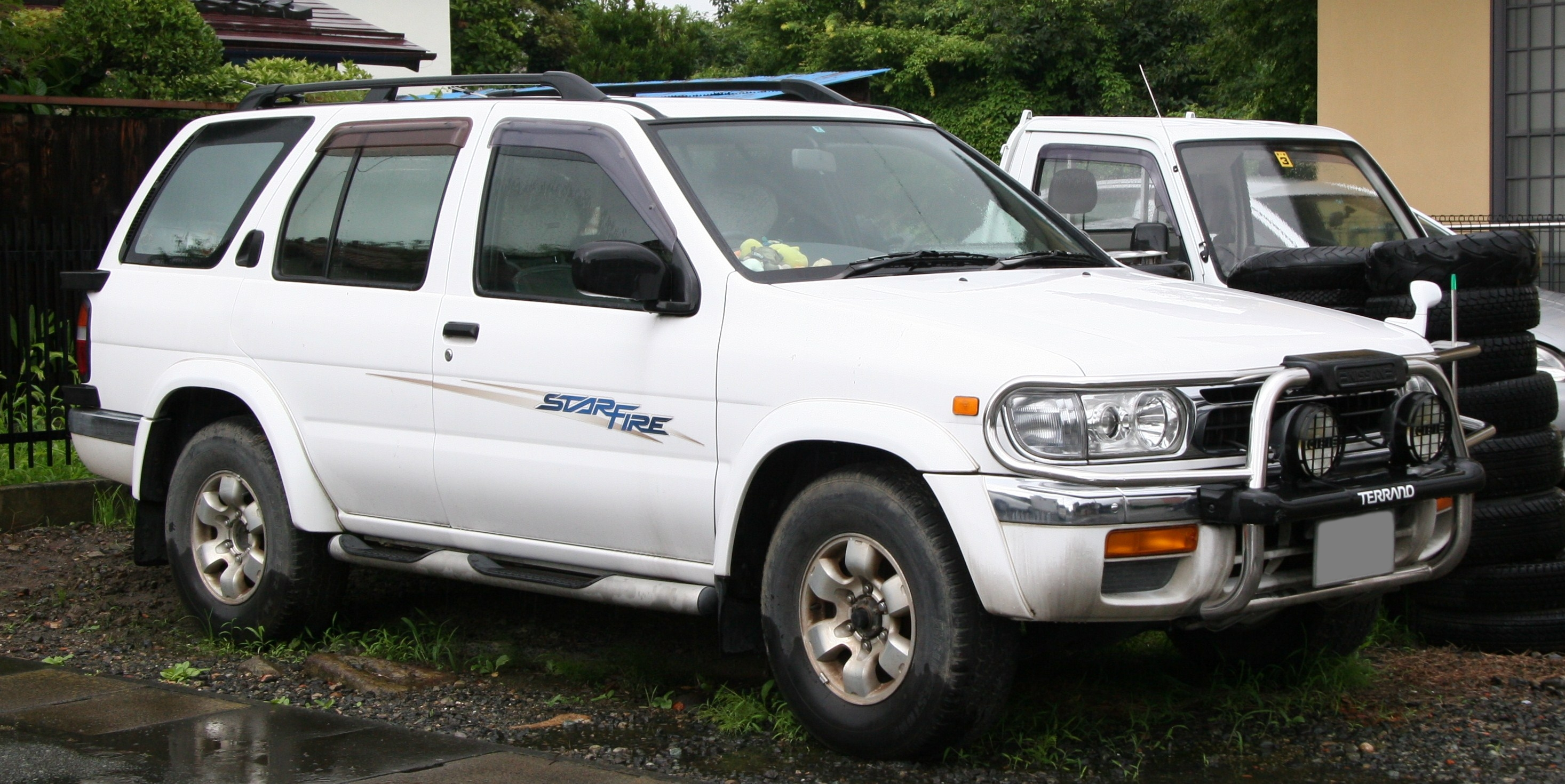
نيسان تيرانو ستار فاير
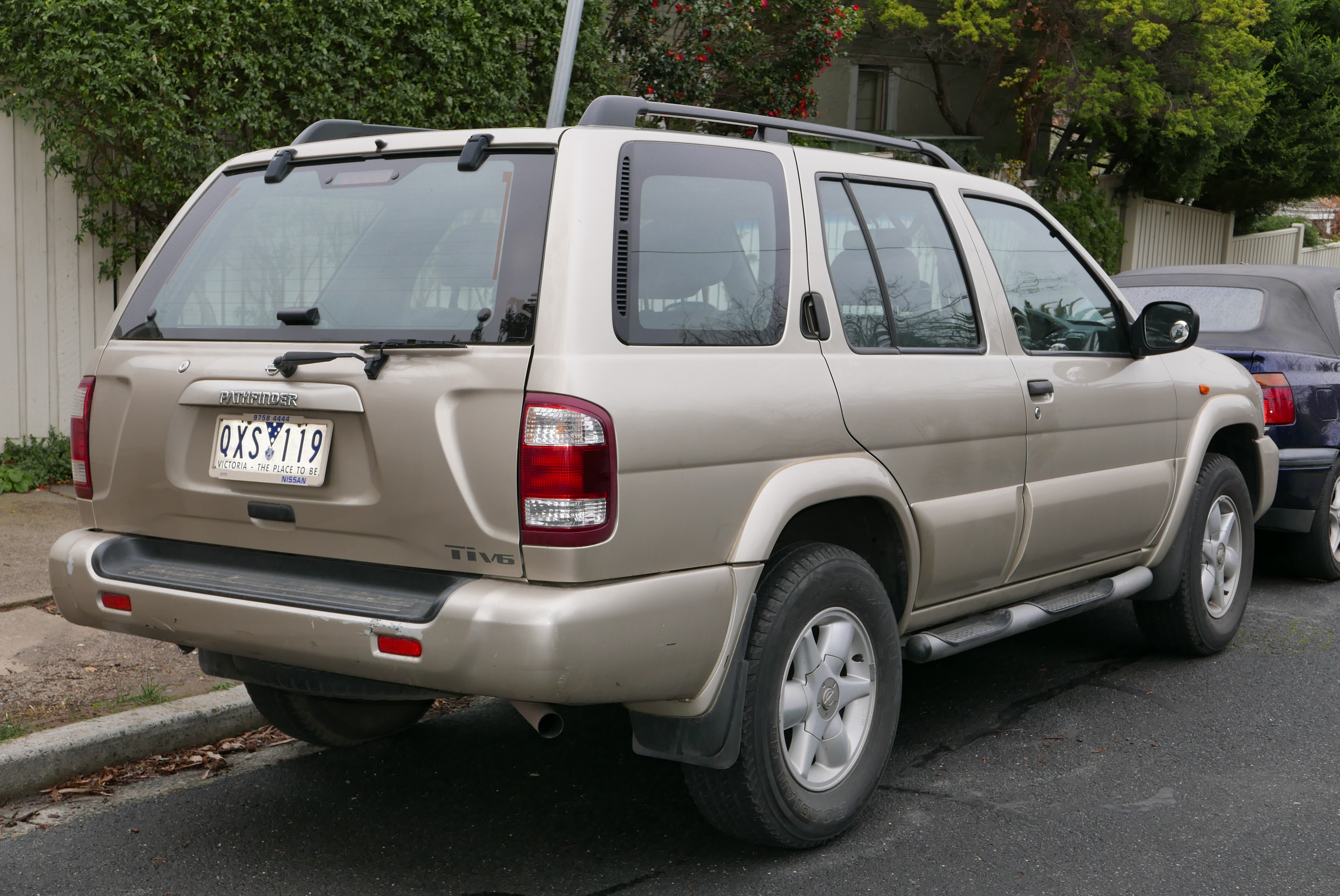
2001 نيسان باثفايندر Ti (أستراليا)
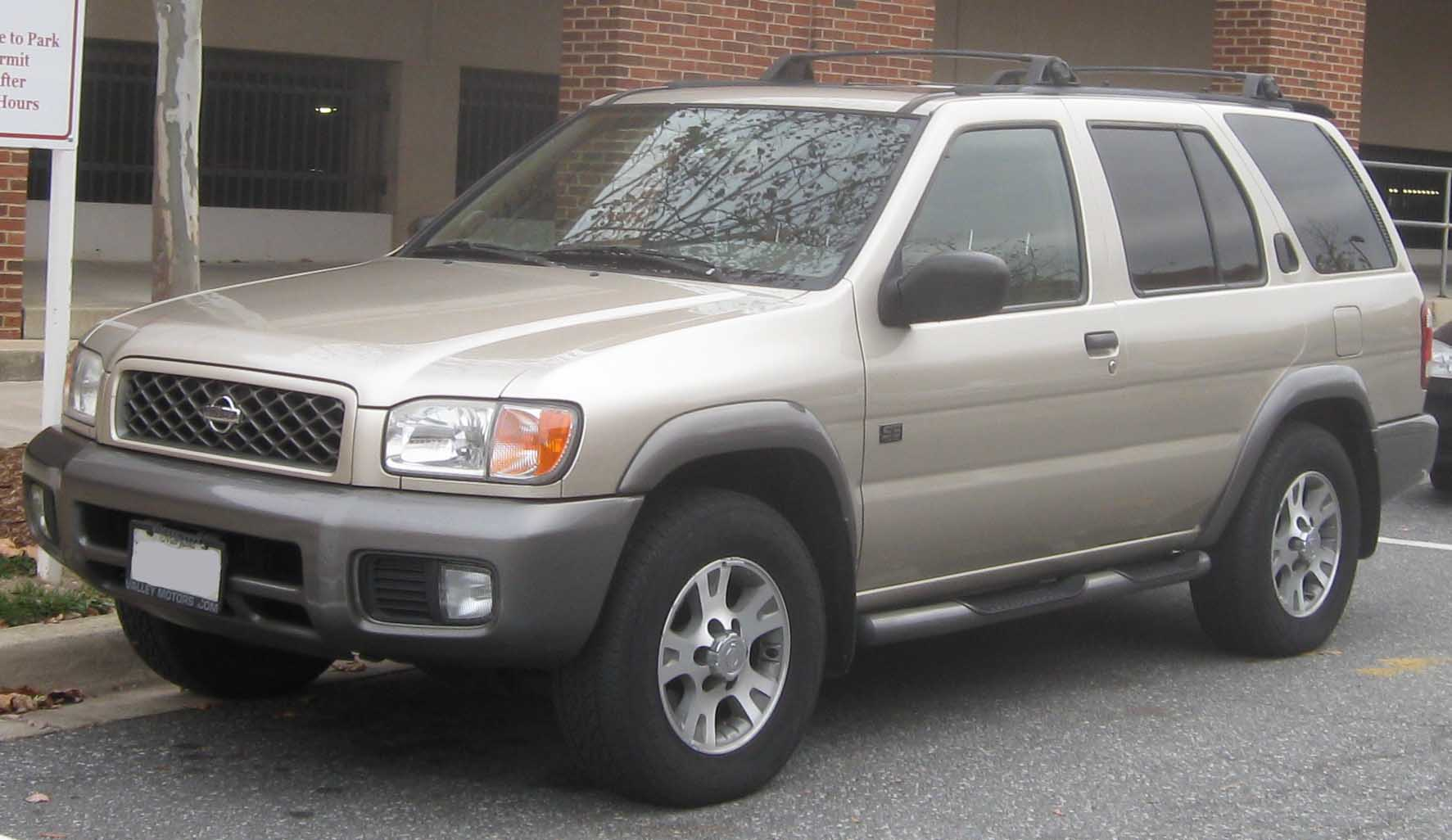
1999-2001 نيسان باثفايندر SE
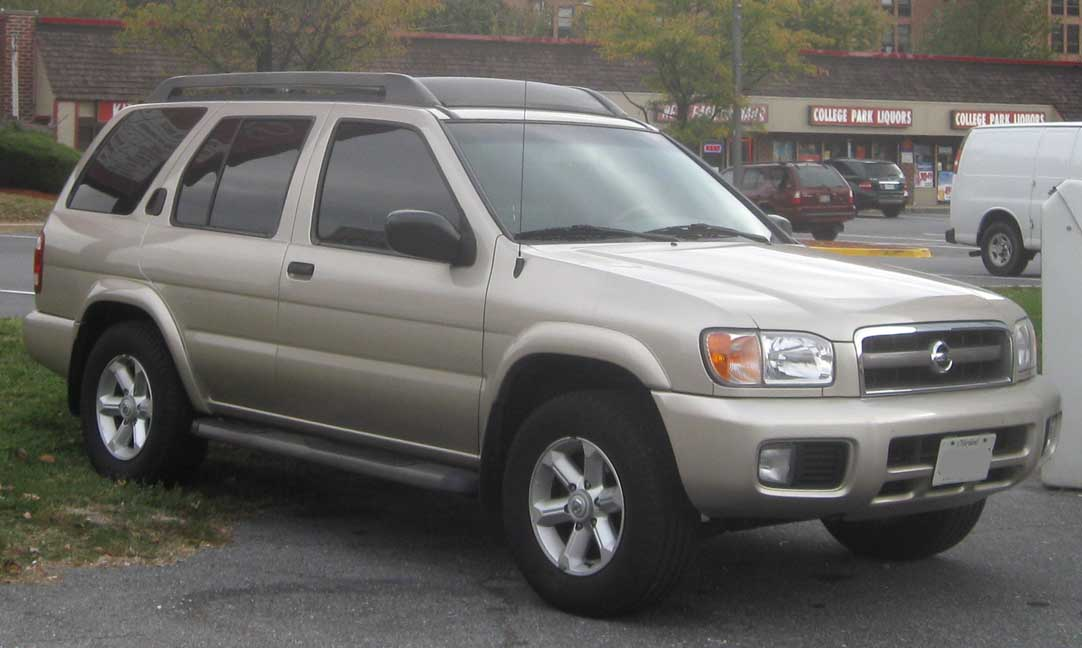
2001-2004 نيسان باثفايندر

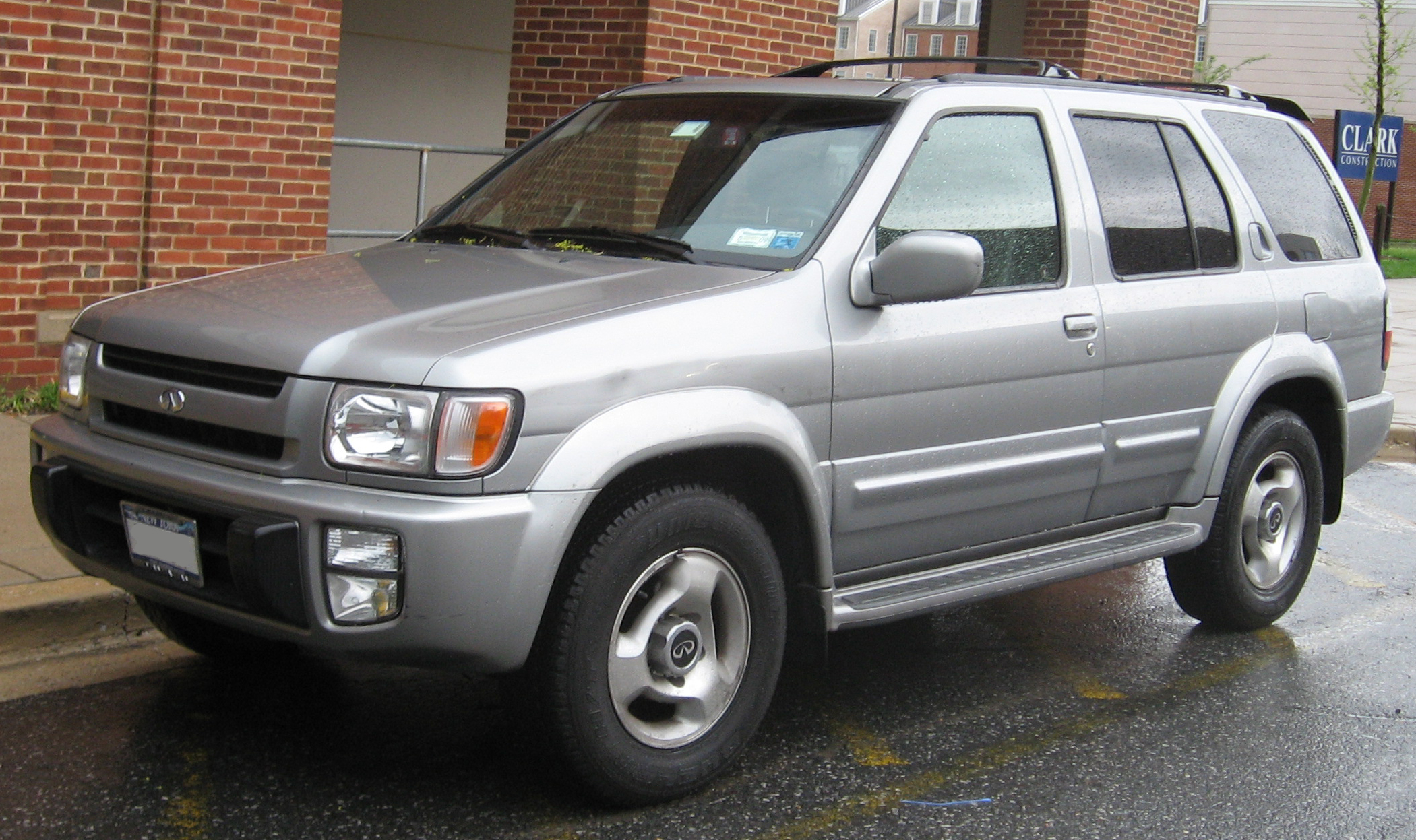
1997-2003 إنفينيتي QX4

### إنفينيتي QX4 تيرانو رجيولاس
إنفينيتي QX4 هو سيارة سيدان فاخرة متوسطة الحجم والتي أدخلت في سبتمبر 1996. كان QX4 أول دخول لشركة إنفينيتي في قطاع سيارات الدفع الرباعي.
تم تسويق سيارة تيرانو رجيولاس في اليابان باسم نيسان تيرانو رجيولاس (بالإنجليزية: Nissan Terrano Regulus)، وتم عرضه لفترة وجيزة في متجر نيسان موتور. تشمل الاختلافات الرئيسية بين هذه المركبات وباث فايندر تصميمًا داخليًا أكثر رقيًا وتصميمًا فريدًا. تم تسويق سيارة تيرانو رجيولاس على أنها سيارة فاخرة ، وقد عرضت قدرتها على الطرق الوعرة مع نظام دفع رباعي منخفض المدى و 8.3 بوصة (211 مـم) من الخلوص الأرضي.

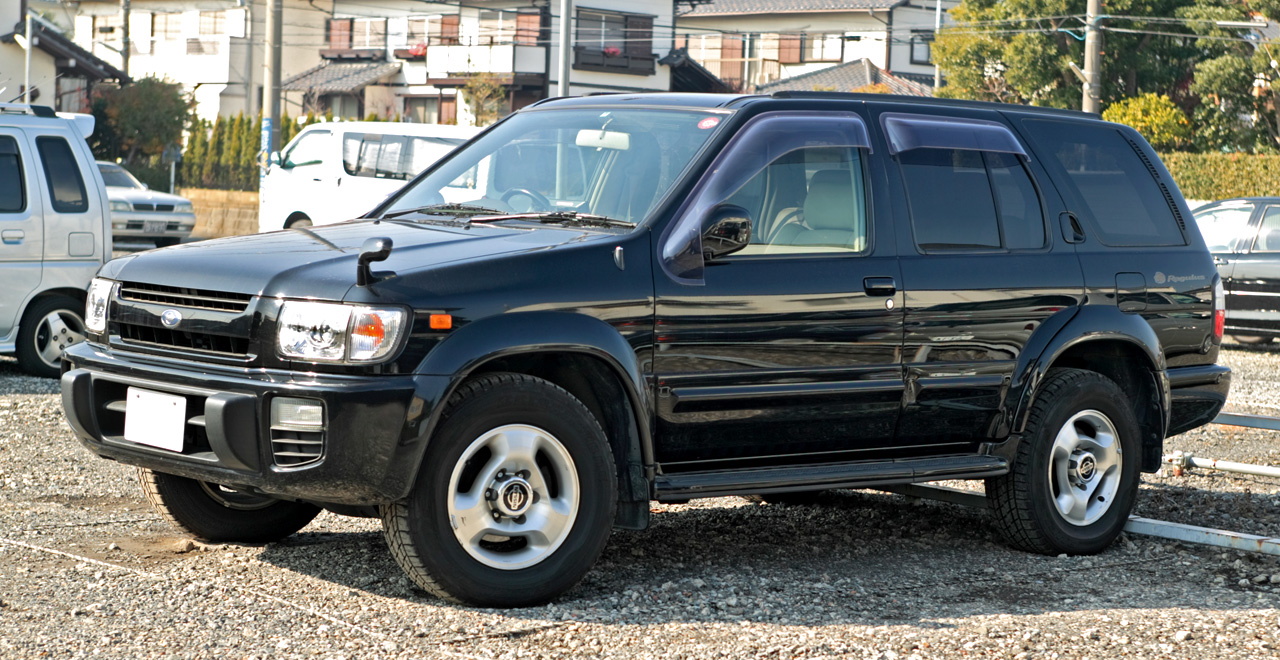
نيسان تيرانو ريجولوس (JDM) 2001

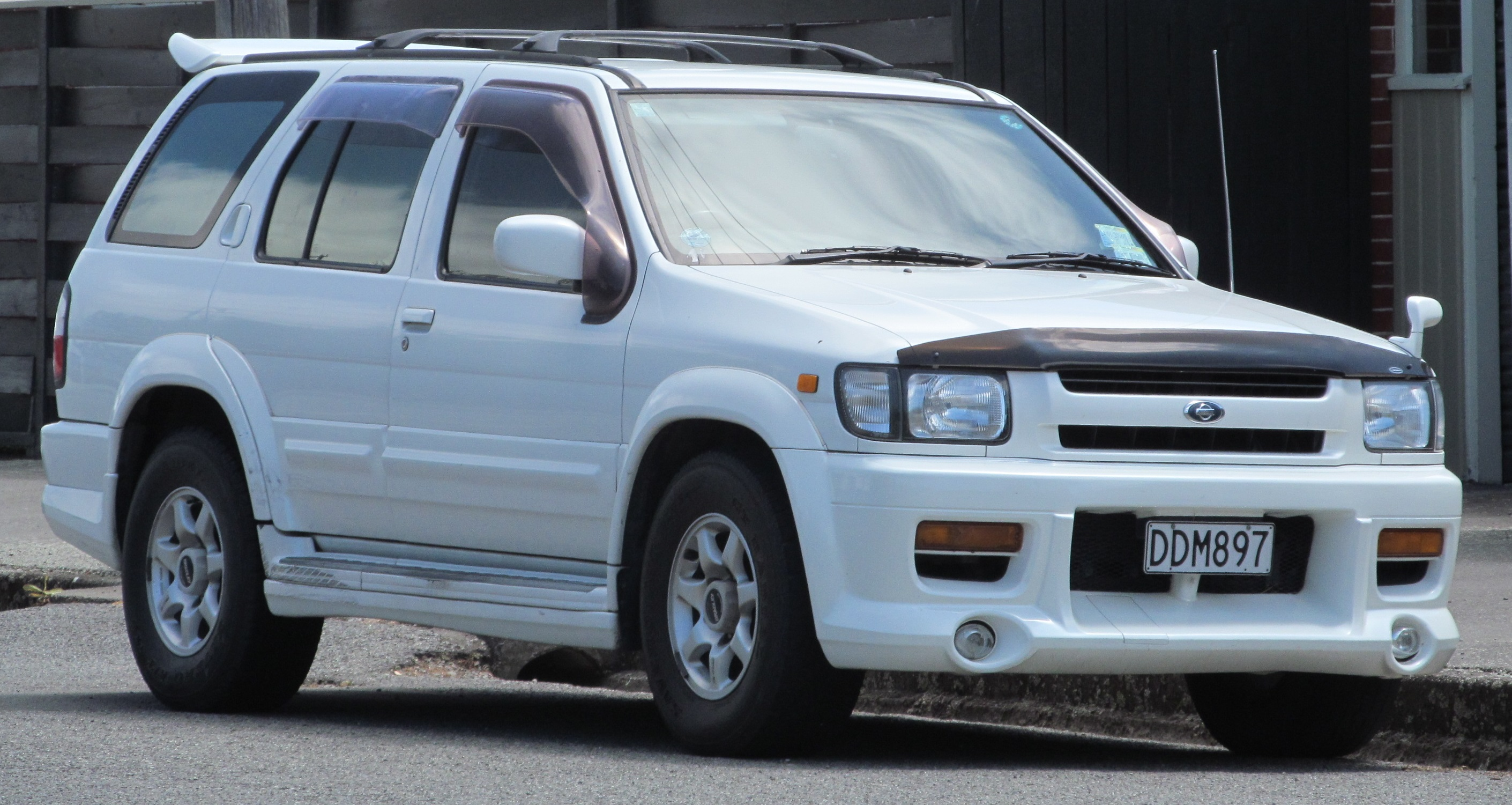
نيسان Terrano Regulus Starfire (JDM)

قامت QX4 بأول تحديث رئيسي لها في عام 2000 لطراز عام 2001 ، مع محرك سلسلة VQ جديد، مما زاد قوتها من 168 حصان (125 كـو) إلى 240 حصان (179 كـو) محرك V6 . وتم استبدال موزع الإشعال بنظام إشعال ملف فردي.
أتم عمل تعديل لـ QX4 أيضًا خارجيًا وداخليًا لتحديث الهيكل ، بما في ذلك إضافة ساعة تناظرية مدمجة ، مقاس 17 بوصة (423 مم) وعجلات ألمنيوم ومصابيح زينون HID . أيضًا ، تمت إضافة طراز QX4 ذو الدفع الخلفي ( كانت 1997 حتى 2000 متوفرة فقط في الدفع الرباعي).
إنفينيتي QX 2002: كان نظام مراقبة السرعة المصمم للحفاظ على مسافة محددة مع حركة المرور للسيارات الأخرى ، ويعتبر هو الإضافة الرئيسية لعام 2002. شاركت QX4 نظام التحكم الذكي في السرعة من نيسان مع سيارة إنفينيتي Q45 سيدان. باستخدام مستشعرات الليزر ، تم تصميم النظام لتسريع QX4 أو إبطاءه تلقائيًا لإبقائه على مسافة ثابتة من السيارات التي أمامك. في عام 2002 تم تحديث نظام صوتي معدل ، بالإضافة إلى أدوات التحكم في الصوت لعجلة القيادة الجلدية / الخشبية المتاحة.
يوفر نظام الترفيه الاختياري بالفيديو في المقعد الخلفي خيارًا لمشغل دي في دي أو في سي ار .
2003 إنفينيتي QX
تضمنت المعدات القياسية الإضافية لعام 2003 وسائد هوائية جانبية، وهي متاحة لأول مرة. تضمنت المعدات القياسية الجديدة التي كانت جزءًا من الاصدارات الخاصة، كما تضمنت عجلات مقاس 17 بوصة ونظام ذاكرة لمقعد السائق وعجلة قيادة من الجلد / الخشب مع أدوات التحكم في الصوت. وشملت الخيارات مقاعد أمامية / خلفية مدفأة وشريط فيديو أو نظام ترفيه «دي في دي» للمقاعد الخلفية. وفتحة سقف كهربائية قياسية.
تم إيقاف QX4 في عام 2003 ، و تم تصنيع آخر سيارة إنفينيتي QX4 في شهر نوفمبر 2002.

## الجيل الثالث (R51 ؛ 2005)
في أغسطس 2003 ، كشفت نيسان عن إصدار جديد «دان هاوك» وعرضتها في معرض IAA 2003 في فرانكفورت. وفي عام 2004 ، كشفت نيسان الستار عن باث فايندر المعاد تصميمها بالكامل لعام 2005 ، وتم عرضها لأول مرة في معرض أمريكا الشمالية الدولي للسيارات . يستخدم باث فايندر الجديد منصة نيسان ألفا ، وبالتالي يعود إلى الهيكل المركب على هيكل الإطار .
ظهرت باث فايندر أرمادا الأكبر حجمًا لأول مرة في أواخر عام 2004 ، لكنها استندت إلى شاحنة بيك أب كبيرة الحجم من تيتان وأسقطت بادئة «باث فايندر» في عام 2005.
قدم طراز 2005 الصف الثالث من المقاعد إلى خطة باث فايندر لأول مرة.

### 2008 تعديل الوجه (الولايات المتحدة والشرق الأوسط)
ظهرت سيارة نيسان باث فايندر 2008 المحسنة لأول مرة في معرض شيكاغو للسيارات 2007. وتم تعديل بعض مواضع الشارة على الباب الخلفي ، وتلقى هذا الإصدار أيضًا محرك تيتان V8 سعة 5.6 لترًا والذي تم تقييمه عند 310 حصان (231 كـو) و 388 رطل قدم (526 ن·م) .

### تعديل الوجه 2010 (أوروبا ، أمريكا الجنوبية ، آسيا ، ودول البحر الكاريبي)
ظهرت نسخة محدثة لأول مرة في معرض جنيف للسيارات في عام 2010 ، وهي متوفرة الآن بمحرك نيسان V9X محرك 3.0 لتر V6 توربو ديزل ينتج 228 حصان أيما يعادل (170 كيلوواط) و 406 رطل قدم  أي (550 نيوتن متر) عند 1750 - 2500 لفة في الدقيقة.
بينما ينتج الإصدار تربو ديزل واي دي المحدث 188 حصان (140 كيلوواط) - أعلى 19 حصان (14 kW) - بينما يزيد عزم الدوران بمقدار 35 قدم .
خلال الإصدارات اليدوية ذات الدورة المركبة ، استخدم 8.4 لتر / 100 كم - تحسن 1.4 لتر / 100 كم - بينما انخفضت انبعاثات ثاني أكسيد الكربون بمقدار 40 جم / كم إلى 224 جم / كم.. يتوفر أيضًا إصدار من المحرك مزود بفلتر جزيئات الديزل (DPF) في بعض الأسواق.
ويستمر بيع وإنتاج سلسلة R51 باث فايندر خارج أمريكا الشمالية حتى الآن.

#### التغييرات الخارجية
تم إعطاء الطرازات المعدلة مظهرًا جديدًا من الأمام والخلف لتمييزها عن سابقاتها. تشمل التغييرات في المقدمة غطاء محرك جديدًا وشبكة معدلة وممتص صدمات جديد. مضيفا 80 مم على طول كلا الطرازين ، يكون المصد أكبر تقريبًا ويضفي لمسة رياضية أكثر على السيارات.
يتم تقديم تصميم جديد للمصابيح الأمامية مع أجهزة عرض لمصابيح زينون. تظهر غسالات المصابيح الأمامية الآن من أسفل لون الهيكل في المصدات. تم منح طرازات V8 شارة V8 على الحافة الأمامية لكل من الأبواب الأمامية وقوالب جانبية جديدة عبر الأبواب.

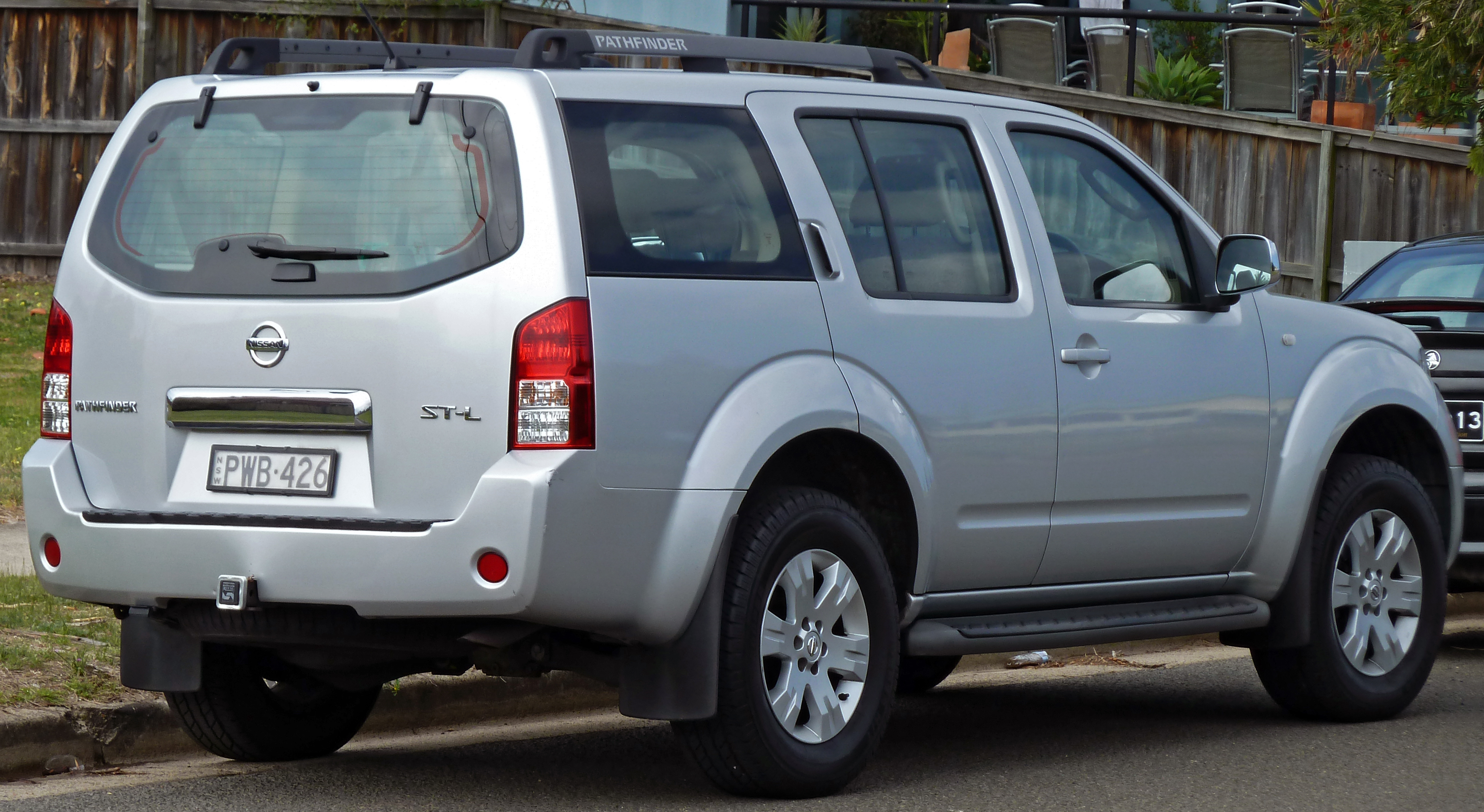
نيسان باثفايندر ST-L
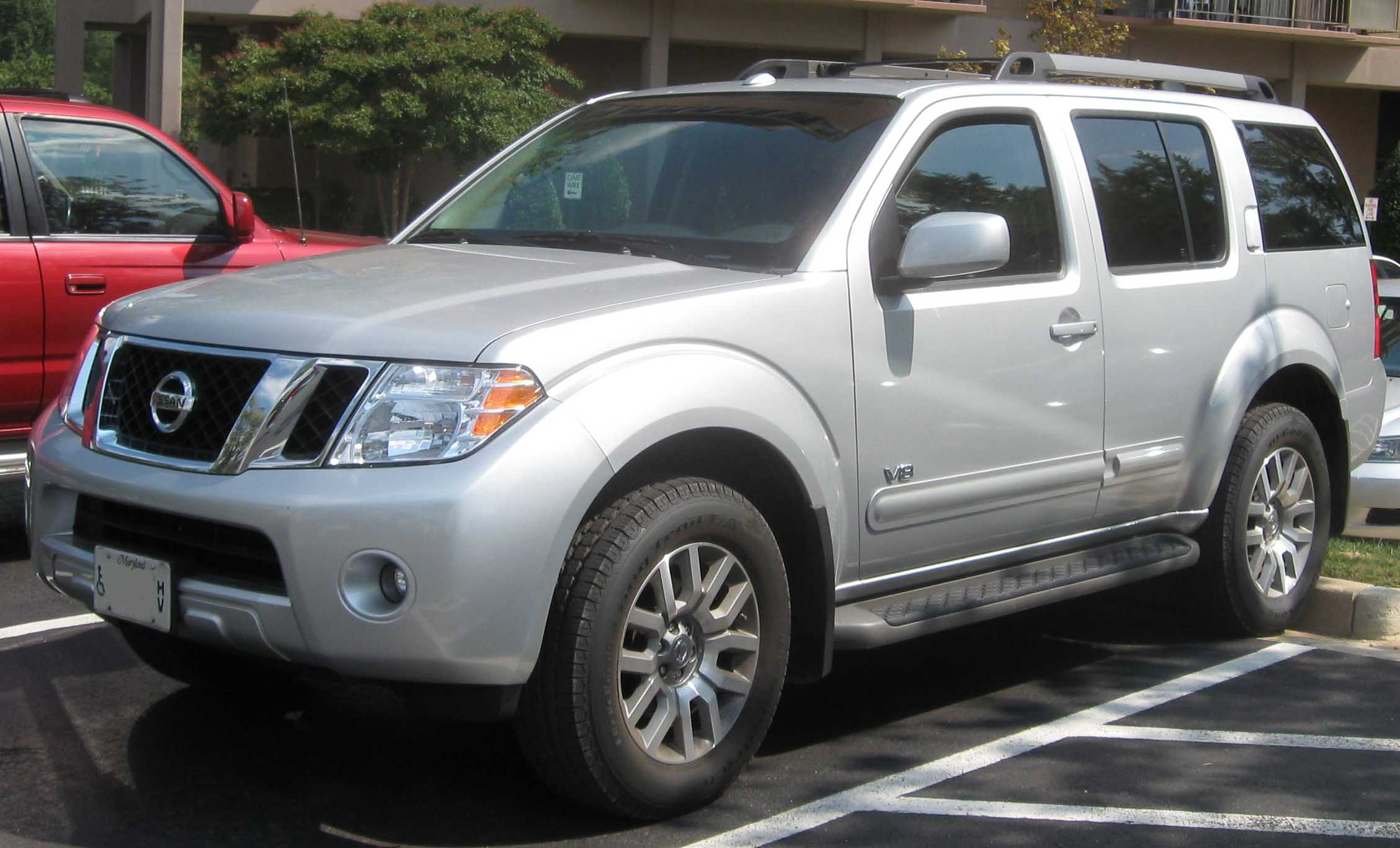
2008 نيسان باثفايندر V8
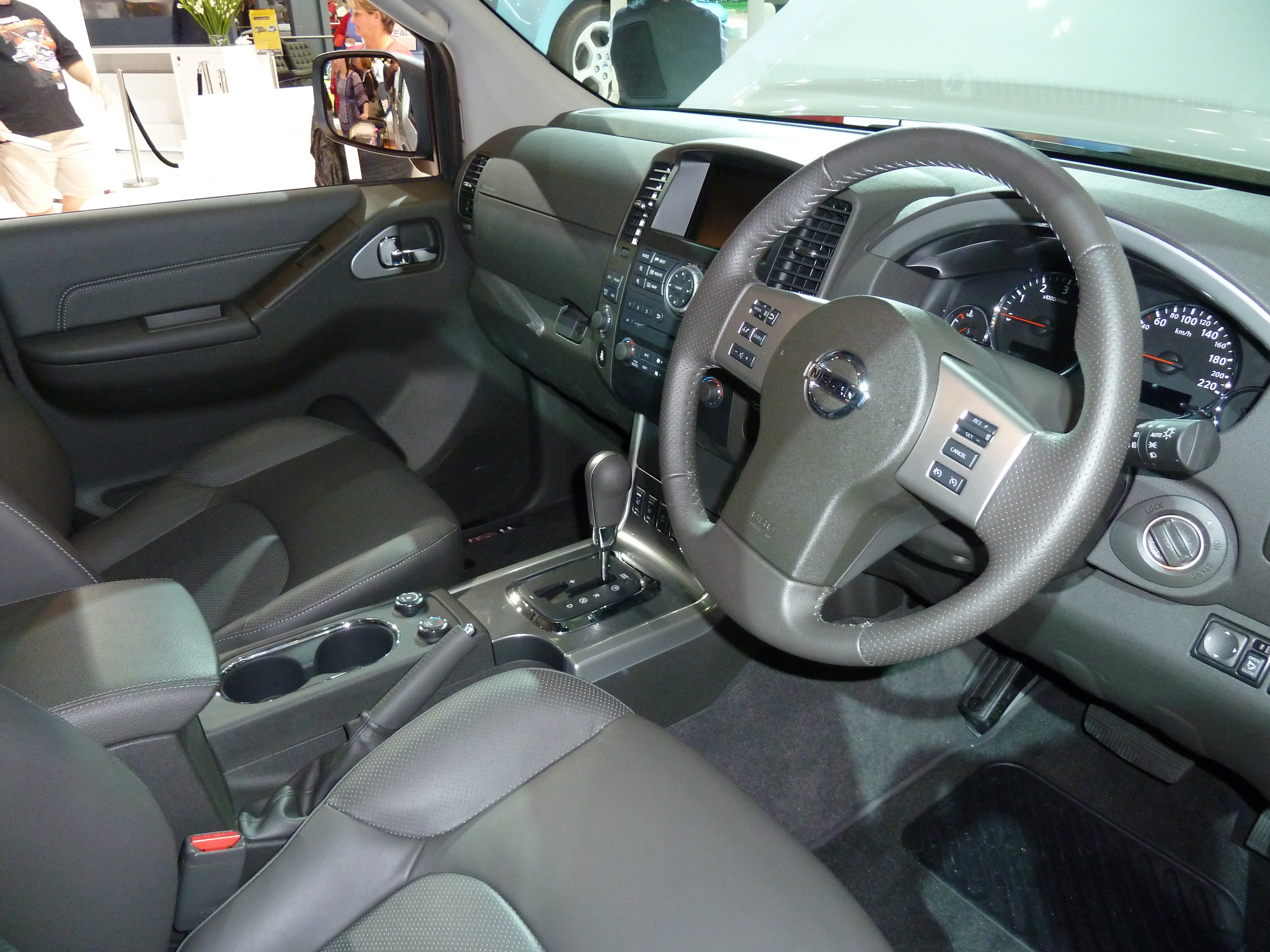
الداخلية

## الجيل الرابع (R52 ؛ 2013)

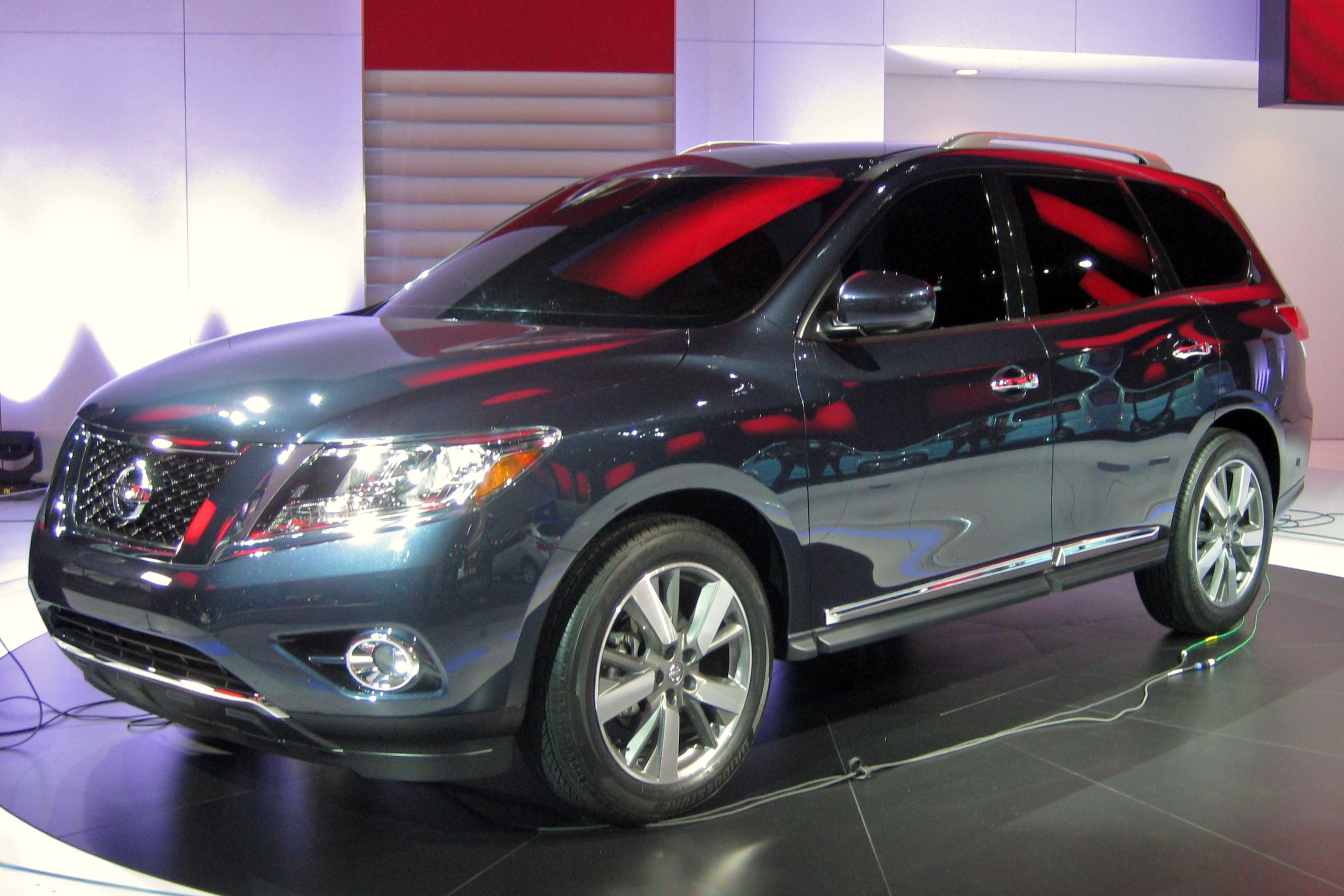
2013 باث فايندر

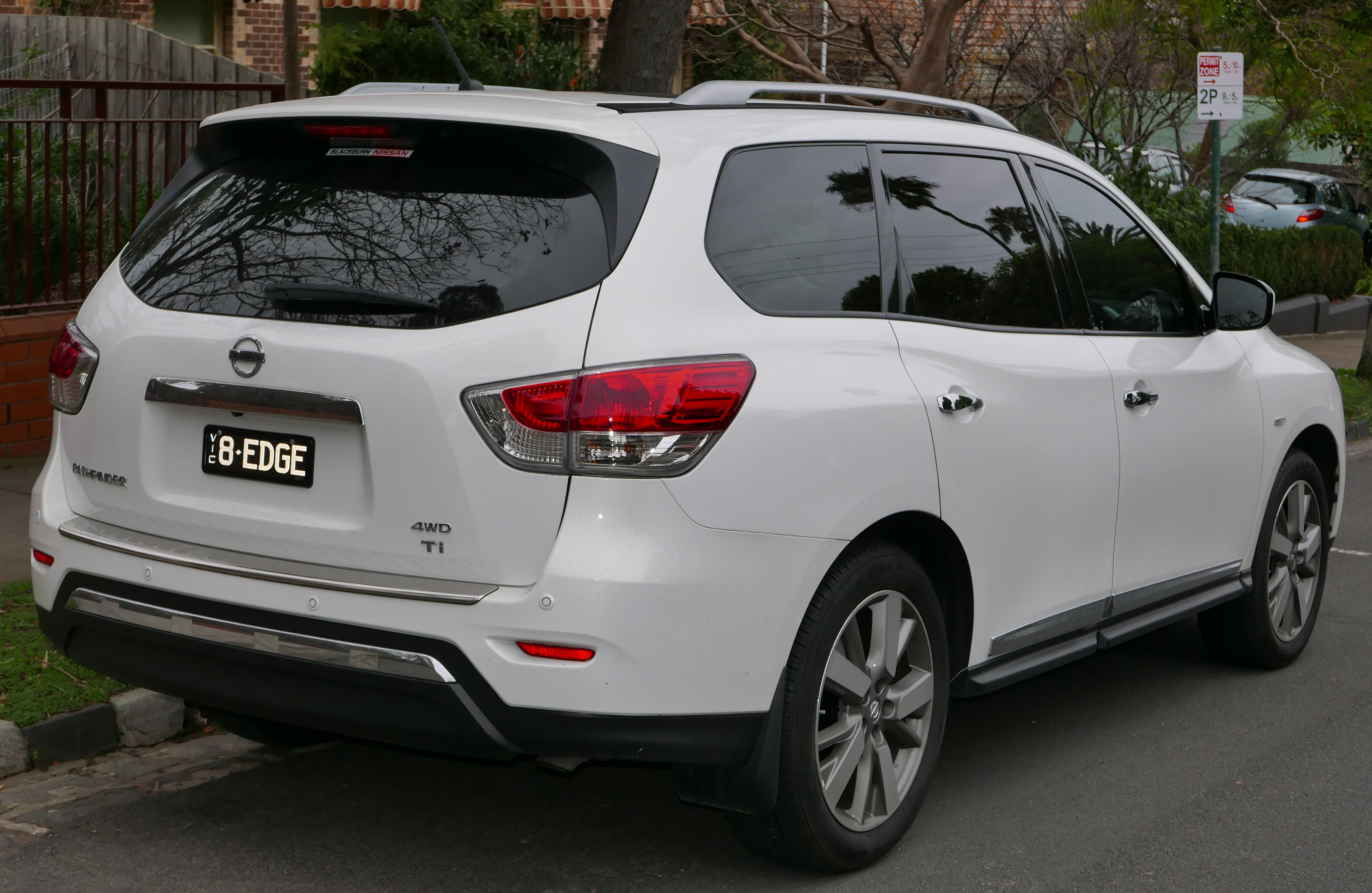
نيسان باث فايندر Ti 4WD (أستراليا)

تم طرح سيارة باث فايندر المعاد تصميمها للبيع في أواخر أكتوبر 2012 كنموذج جديد لدخول عام 2013.
و كما حذث في الجيل الثاني من باث فايندر، فقد ابتعدت الشركة مرة أخرى عن سيارات الدفع الرباعي التي تعتمد على الهيكل والشاحنة واعتمدت تصميمًا جديداً أحادي الهيكل. يتميز هذا الجيل من باث فايندر بتصميم داخلي مشابه للجيل الثاني من مورانو وإنفينيتي QX60 وبعض سيارات الدفع الرباعي وسيارات السيدان. الصف الثالث لديه مساحته أكبر للأرجل من نيسان روج .
تم الكشف عن مفهوم ، مطابق تقريبًا لنموذج الإنتاج النهائي ، لأول مرة في معرض أمريكا الشمالية الدولي للسيارات 2012. تم تحديد موعد توفر البيع بالتجزئة في سبتمبر 2012.
كانت باث فايندر متوفرة فقط مع محرك VQ35DE 3.5 لتر V6 ينتج 260 حصان (194 كـو) و 240 325 نيوتن متر من عزم الدوران. ولكن حالياً أصبحت باث فايندر أخف وزناً بشكل ملحوظ من الجيل السابق ، حيث يزن موديل FWD (ما يقارب 4149 رطلاً )، بينما تزن باث فايندر رباعية الدفع 4WD ( ما يقارب 4290 رطلاً).
يتخلى هذا الجيل أيضًا عن مقابض الأبواب التي تم وضعها على العمود C والتي كانت موجودة في الأجيال الثلاثة السابقة. اعتبارًا من عام 2015 ، تتوفر سلسلة R52 فقط في أمريكا الشمالية وأفريقيا وأستراليا ونيوزيلندا وكوريا الجنوبية والشرق الأوسط. لم يتم تحديد موعد طرحه للبيع في اليابان ولم يتم تجميعه هناك.

### تحديثات إصدار 2014
تتضمن التغييرات على نموذج الولايات المتحدة لعام 2014:  
- حزمة (SL Tech) الجديدة ، التي تتميز بنظام صوت «بي أو اس أي» ونظام ملاحة نيسان والتعرف على الصوت والطقس والبلوتوث وشاشة لمس ملونة مقاس 8.0 بوصات
- يوجد أربعة طرازات: S و SV و SL و Platinum (يتوفر كل منها في دفع رباعي ودفع ثنائي)، بينما تتوفر باث فايندر الهجينة بطرازات SV و SL و Platinum (4WD و 2WD)
- تتوفر موديلات V6 سعة 3.5 لتر في أواخر صيف 2013
- باث فايندر الهجينة متاح في خريف 2013
- تستخدم الباث فايندر ناقل حركة متغير باستمرار (CVT) من إنتاج شركة جاتكو (بالإنجليزية: Jatco).

تشتمل الطرازات الكندية لعام 2014 من باث فايندر على باث فايندر رباعية الدفع 3.5 لتر 4WD V6 X ، باث فايندر  اس، بينما باث فايندر الهجينة تشمل اس في و بلاتينيوم.
تُباع نيسان باث فايندر الآن في بعض الأسواق الأفريقية والآسيوية والشرق أوسطية. بينما أُدخلت باث فايندر الصناعة المحلية في السوق الروسية في نوفمبر 2014.

### باث فايندر الهجينة (توفر محدود ومتأخر)
تم طرح باث فايندر الهجينة لطراز عام 2014 ، وهو متوفر في تكوينات الدفع الثنائي والدفع الرباعي ، ويستخدم محرك بنزين رباعي الأسطوانات بسعة 2.5 لتر ومحرك كهربائي مقترن ببطارية ليثيوم مدمجة. تتناسب بطارية الليثيوم مع مقاعد الصف الثالث ، دون أي تأثير على المساحة المستخدمة لنقل البضائع أو الركاب. وتحتوي باث فايندر الهجينة أيضًا على شعارات هجينة ومصابيح خلفية هجينة LED مقابل الطراز غير الهجين.
توقفت نيسان عن إنتاج باث فايندر الهجينة بعد عام 2014 بسبب التوافر المحدود والمبيعات الضعيفة في الولايات المتحدة (توقف بعد عام 2015 في كندا وفي الأسواق العالمية الأخرى باستثناء أستراليا ونيوزيلندا).

### تحديثات 2017
بالنسبة لطراز عام 2017 ، تلقت نيسان باث فايندر تحديثًا خارجيًا يتضمن واجهة جديدة مع مصابيح أمامية ومصابيح خلفية معاد تصميمها ومحرك V6 جديد بحقن مباشر مع CVT - ينتج 284 حصان (212 كـو) و 259 رطل قدم (351 ن·م) .
أما عن المصابيح الأمامية فهي مزودة بمصابيح أمامية منخفضة الشعاع بجهاز عرض LED ومصابيح LED نهارية قياسية وذلك في السيارات من الطراز بلاتينيوم ، بينما توفر طرازات S و SV و SL مصابيح أمامية هالوجين معاد تصميمها مع مصابيح LED نهارية. بينما المصابيح الخلفية المعاد تصميمها تستخدم مع الطراز بلاتينيوم ، وتم إضافة ألوان خارجية جديدة لجميع إصدارات باث فايندر 2017.
تحتوي المقصورة الداخلية أيضًا على حاملات أكواب معاد تصميمها. كما يتوفر باب صندوق الأمتعة الخلفي في طرازات SL والبلاتينيوم فقط كجزء من باب صندوق الأمتعة الكهربائي.
يصادف عام 2017 أيضًا الذكرى السنوية الثلاثين لتأسيس واصدار نيسان باث فايندر ، لكن لن يكون هناك أي إصدار خاص للذكرى الثلاثين لسيارة باث فايندر 2017. لكن نيسان باث فايندر سيكون لها إضافة جديدة وهي منتصف الليل (بالإنجليزية: Midnight Edition) والتي ستكون أعلى من الطراز بلاتينيوم ، كما ستضيف نيسان ألتيما وسينترا ومورانو وماكسيما و رجيو الإضافة الجديدة إلى تشكيلة القطع الخاصة بهم في أوائل عام 2017.

### تحديثات 2019
تم تقديم حزمة جديدة وهي إصدار الصخرة (بالإنجليزية: Rock Creek Edition) إلى نيسان باث فايندر لعام 2019. تتوفر حزمة المظهر فقط في مستويات الطراز SV و SL. تضيف الحزمة عجلات من سبائك الألمنيوم مطلية باللون الداكن مقاس 18 × 75 ، ورفارف سوداء ومقابض أبواب سوداء ، وشارات إصدار الصخرة (بالإنجليزية: Rock Creek Edition) ، ومقاعد مكسوة بالجلد مع إدخالات من القماش وشارات الصخرة على الحواف، ومقاعد جلدية.

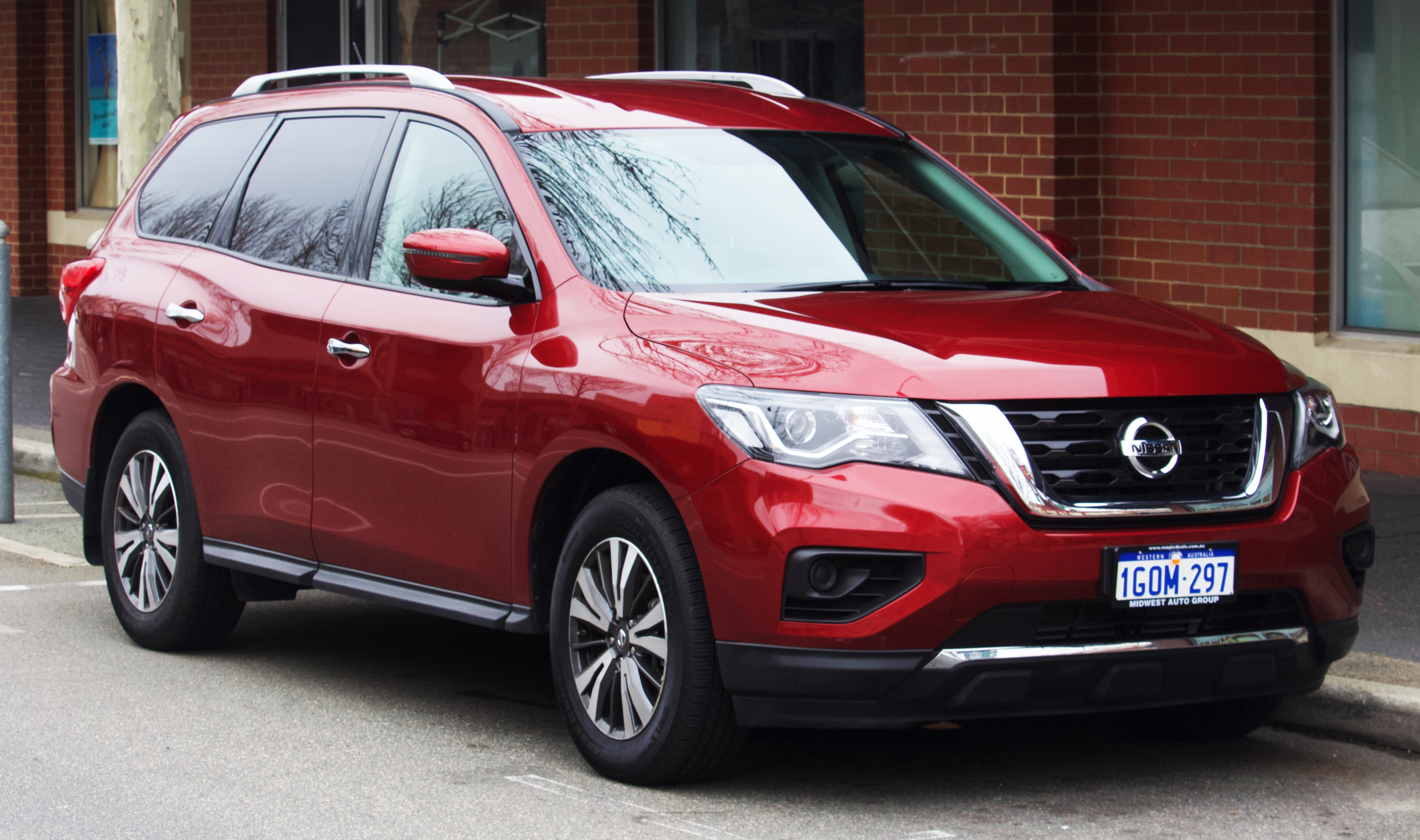
2017 تعديل

## التصميم الداخلي

### المقاعد
باث فايندر هي سيارة دفع رباعي بثلاثة صفوف مع سبعة مقاعد. المقاعد الأمامية مريحة، وتوفر مساحة كبيرة للرأس والأرجل ، حتى للبالغين طوال القامة. الصف الثاني مريح وواسع بالمثل. الصف الثالث ، مع ذلك ، فإن مساحة الأرجل شحيحة نوعا ما. في حين أنه فسيح بما يكفي للبالغين في رحلات قصيرة حول المدينة ، فإن الصف الثالث من باث فايندر هو الأنسب للأطفال والمراهقين الصغار.
تتوفر مقاعد جلدية ومقاعد أمامية مدفأة ومهواة ومقاعد صف ثاني مُدفأة وعجلة قيادة مُدفأة.

### مقاعد الأطفال
تحتوي باث فايندرعلى مجموعتين كاملتين من موصلات LATCH لمقاعد الصف الثاني الخارجية. يحتوي كل من مقاعد الصف الثاني والصف الثالث على جانب الراكب على مرساة ربط واحدة. أعطى معهد التأمين للسلامة على الطرق السريعة الموصل LATCH هذا ثاني أعلى تصنيف مقبول لسهولة الاستخدام. يتم تثبيت بعض المراسي السفلية بعمق في المقاعد .

### الجودة الداخلية باث فايندر
تظهر مقصورة الباث فايندر عمرها على مر السنين. لم يتغير التصميم الداخلي كثيرًا منذ آخر إعادة تصميم لسيارات الدفع الرباعي في عام 2013 ، مما أعطى الباث فايندر مظهرًا قديمًا مقارنة بالمنافسين الأحدث مثل كيا تيلورايد . على الجانب الإيجابي ، تظل المقصورة هادئة عند السرعات على الطرق السريعة ، والعديد من أسطحها ناعمة الملمس.

### باث فايندر ومساحة شحن الأمتعة
تحتوي باث فايندر على 16.2 قدمًا مكعبة من مساحة الشحن خلف مقاعد الصف الثالث ، و 47.4 قدمًا مكعبة مع طي هذه المقاعد ، و 79.5 قدمًا مكعبة مع طي الصفين الأخيرين. هذه مساحة كبيرة لسحب العناصر الضخمة ، على الرغم من أنها متوسطة الحجم لسيارة الدفع الرباعي  . الا أن هناك عدد قليل من المنافسين، مثل فولكس فاجن أطلس و شفروليه ترافيرس ،الذين تقدمون أكثر من ذلك.

### وسائل الراحة والترفيه ، بلوتوث ، وملاحة
تم تجهيز باث فايندر بشاشة تعمل باللمس مقاس 8 بوصات ، وبلوتوث ، وستة منافذ USB ، وستيريو مكبرات صوت ، وراديو عالي الدقة ، وراديو قمر صناعي ، ومشغل أقراص مضغوطة ، ونظام تحكم مناخي ثلاثي المناطق.
شاشة اللمس سهلة الاستخدام وتستجيب بسرعة للمدخلات. يمكنك التحكم في نظام المعلومات والترفيه من خلال النقر على الشاشة وباستخدام المقبض والأزرار على لوحة القيادة. هذا يجعل من السهل ضبط وظائف الصوت والمناخ الأساسية أثناء التنقل. ومع ذلك ، تبدو رسومات الشاشة غامضة. أيضًا ، لا يدعم النظام Apple CarPlay أو Android Auto ، والتي يمكنك إيجادها في معظم السيارات المنافسة في هذه الفئة.
تشمل الميزات المتوفرة نظام الملاحة وجهاز استريو Bose مع 13 مكبر صوت وشاشتين مقاس 8 بوصات مع سماعات رأس لركاب المقاعد الخلفية.

## الأداء

### المحرك
تتميز باث فايندر 2020 بمحرك V6 سعة 3.5 لتر بقوة 284 حصانًا. يتوفر ناقل حركة أوتوماتيكي متغير باستمرار (CVT) ودفع أمامي بشكل قياسي. الدفع الرباعي متاح.
يقوم هذا المزيج بعمل جيد في تسريع باث فايندر بسرعة عالية ، ويوفر قوة دمج وتمرير كبيرة بسرعات على الطرق السريعة. يشعرك محرك V6 بالحيوية والقوة. يعمل ناقل الحركة اكس ترونك (بالإنجليزية: Xtronic) بسلاسة خلف الكواليس ، وهو ما لا يحدث دائمًا مع هذا النوع من ناقل الحركة.

### عداد الغاز باث فايندر
تحصل باث فايندر على 20 ميلا في الغالون في وسط البلد حسب إحصائيات وكالة حماية البيئة  و 27 ميلا في الغالون على الطريق السريع. هذه التصنيفات ليست رائدة في فئتها ، لكنها أفضل من معظم الحالات.

### الركوب والتعامل مع باث فايندر
تتمتع باث فايندر بديناميكيات قيادة مناسبة. تشعرك بالاستقرار عند الدوران ، وتوفر فراملها قوة توقف قوية.
يتيح نظام الدفع الرباعي المتوفر قوة جر جيدة على الطرق المكسوة بالثلج . ومع ذلك ، فإن باث فايندر تتمتع بجودة قيادة ثابتة إلى حد ما. تؤدي المطبات والانخفاضات الصغيرة في الطريق إلى تذبذب سيارة الدفع الرباعي هذه ، ويمكن للطرق الوعرة أن تجعلها غير مريحة تمامًا ، خاصة في الطرز ذات العجلات مقاس 20 بوصة المتوفرة. لذا إلتزم بالعجلات القياسية مقاس 18 بوصة.
على الرغم من اسمها القوي ، فإن باث فايندر ليست مصممة للاستخدام على الطرق الوعرة. فلديها 7 بوصات فقط من الخلوص الأرضي ، وهي تفتقر إلى علبة نقل ذات تروس منخفضة المدى.

## الأمان

### نتائج اختبار تحطم باث فايندر
أعطت الإدارة الوطنية للسلامة المرورية على الطرق السريعة 2020 باث فايندر تصنيفًا شاملاً للسلامة «خمسة من أصل خمسة نجوم». حصلت السيارة الرياضية متعددة الاستخدامات على «خمس نجوم في اختبار التصادم الجانبي وأربع نجوم في اختبارات التصادم الأمامي والانقلاب».
منح معهد التأمين للسلامة على الطرق السريعة عام 2020 باث فايندر جائزة أفضل اختيار للسلامة ، مما يمنحها أعلى تصنيف جيد في خمسة اختبارات تصادم وثاني أعلى تصنيف مقبول في اختبار التداخل  من جانب الركاب. حصلت المصابيح الأمامية من نيسان على تصنيف مقبول في جميع الطرز الأساسية S و SV ، والتي حصلت على أدنى تصنيف للرؤية الخارجية ضعيف.
يستخدم معهد IIHS مقياسًا مختلفًا لتقييم أنظمة منع الاصطدام الأمامي. حصلت باث فايندر على أعلى تصنيف من الدرجة الممتازة لفعالية نظام منع الاصطدام الأمامي القياسي.

### ميزات أمان باث فايندر
تأتي باث فايندر 2020 بشكل قياسي مع كاميرا الرؤية الخلفية ، وأجهزة استشعار ومراقبة السيارات الخلفية ، والتحذير من الاصطدام الأمامي ، والفرامل التلقائية في حالات الطوارئ. كما تم تجهيز السيارة الرياضية متعددة الاستخدامات بنظام تنبيه الباب الخلفي من نيسان ، وهو نظام يذكرك بفحص المقعد الخلفي (للأطفال أو الحيوانات الأليفة ، على سبيل المثال) قبل الخروج.
تشمل ميزات السلامة المتوفرة مراقبة النقطة العمياء ، وتنبيه حركة المرور الخلفية ، ونظام كاميرا وقوف السيارات للرؤية المحيطية ، ونظام تثبيت السرعة التكيفي.

## إصدارات وطرز نيسان باث فايندر
تتوفر نيسان باث فايندر  بأربعة إصدارات: S و SV و SL وبلاتينيوم (بالإنجليزية: Platinum). تحتوي جميع الطرازات على سبعة مقاعد وتأتي بشكل قياسي مع محرك V6 وناقل حركة أوتوماتيكي متغير باستمرار ودفع أمامي. الدفع الرباعي اختياري.
تعتبر باث فايندر SV متوسطة المدى نقطة انطلاق جيدة. يضيف بعض ميزات الأمان الشائعة - مثل مراقبة النقطة العمياء والتحكم التكيفي في ثبات السرعة - التي لا تتوفر في القاعدة الأساسية.

### نيسان باث فايندر إس
يحتوي الطراز الأساسي نيسان باث فايندر اس على الميزات القياسية شاشة تعمل باللمس مقاس 8 بوصات ، وراديو عالي الدقة ، وراديو عبر الأقمار الصناعية ، ومشغل أقراص مضغوطة ، وستيريو مكبرات صوت ، وبلوتوث ، وستة منافذ USB ، ودخول بدون مفتاح ، وتشغيل بضغطة زر ، وتحكم أوتوماتيكي في المناخ ثلاثي المناطق ، وتنجيد من القماش ، عجلات ألمنيوم مقاس 18 بوصة ، وكاميرا للرؤية الخلفية ، وأجهزة استشعار خلفية ، وتحذير من الاصطدام الأمامي ، وكبح الطوارئ التلقائي.
- عجلات مسبوكة من خلائط الألمنيوم قياس 18 بوصة
- وسادة هوائية للسائق والراكب بجواره
- نوافذ كهربائية تتمتع بخاصية الفتح أو الإغلاق الكامل آلياً بلمسة زر

### نيسان باث فايندر اس في
يحتوي الإصدار نيسان باث فايندر اس في على مراقبة النقطة العمياء ، وتنبيه حركة المرور الخلفية ، والتحكم التكيفي في التطواف ، ومصابيح الضباب ، والدخول بدون مفتاح ، والتشغيل عن بعد ، وعجلة القيادة المكسوة بالجلد ، ومقعد السائق القابل للتعديل كهربائياً.
- عجلات مسبوكة من خلائط الألمنيوم قياس 20 بوصة
- الوسادة الهوائية الجانبية والستارية للسائق والراكب بجواره
- نظام الإضاءة الأوتوماتيكية

### نيسان باث فايندر اس ال
يضيف هذا الطراز نظام الملاحة ونظام كاميرا وقوف السيارات ذات الرؤية المحيطية والمفروشات الجلدية الأصلية ومقاعد الصف الأول والثاني المُدفأة وعجلة القيادة المُدفأة ومقعد الراكب الأمامي القابل للتعديل كهربائياً وباب خلفي كهربائي بدون استخدام اليدين ومصابيح أمامية LED.
- عجلات مسبوكة من خلائط الألمنيوم قياس 20 بوصة
- فتحة سقف
- كشافات قراءة أمامية

### نيسان باث فايندر بلاتينيوم
يحتوي الإصدار بلاتينيوم على الميزات الأساسية بالإضافة إلى مقاعد أمامية جيدة التهوية وعجلات معدنية مقاس 20 بوصة ووصلة جر. نظام الترفيه في المقعد الخلفي اختياري.

## المزايا الخاصة بكل إصدار

### نيسان باث فايندر اس
نظام الدفع الثنائي والرباعي
المواصفات
|                                     | دفع ثنائي 2WD                                                                 | دفع رباعي 4WD                                                                 |
| نوع الوقود                          | بنزين                                                                         | بنزين                                                                         |
| عدد الأسطوانات                      | 3.5L V6                                                                       | 3.5L V6                                                                       |
| حجم المحرك / السعة                  | 3498                                                                          | 3498                                                                          |
| القوة القصوى (كيلو وات)             | 271 حصان                                                                      | 271 حصان                                                                      |
| العزم الأقصى (نيوتن متر)            | 340 نيوتن متر عند 4800 دورة/دقيقة                                             | 340 نيوتن متر عند 4800 دورة/دقيقة                                             |
| نوع المحرك                          | V6                                                                            | V6                                                                            |
| نوع ناقل الحركة                     | نظام التحكم المستمر في التوقيت المتباين للصمامات (CVT) في صمامي السحب والعادم | نظام التحكم المستمر في التوقيت المتباين للصمامات (CVT) في صمامي السحب والعادم |
| عجلات الدفع                         | 2WD                                                                           | 4WD                                                                           |
| القيادة                             | عجلة القيادة الإلكترونية بمساعدة الطاقة الهيدروليكية الحساسة للسرعة           | عجلة القيادة الإلكترونية بمساعدة الطاقة الهيدروليكية الحساسة للسرعة           |
| سعة الوقود (لترات)                  | 74                                                                            | 74                                                                            |
| الطول الإجمالي (ملم)                | 5008                                                                          | 5008                                                                          |
| العرض الإجمالي عن فتح المرايا (ملم) | 1960                                                                          | 1960                                                                          |
| الارتفاع الكلي (ملم)                | 1783                                                                          | 1783                                                                          |
| قاعدة العجلات (ملم)                 | 2900                                                                          | 2900                                                                          |

التجهيزات
| | دفع ثنائي - 2WD | دفع رباعي - 4WD |
| نظام المساعدة في صعود المنحدرات                                                                                    | √               | √               |
| نظام التحكم عند نزول المنحدرات )موديلات الدفع الرباعي فقط(                                                         | √               | √               |
| مكابح أمامية وخلفية بأقراص مهواة                                                                                   | √               | √               |
| نظام المكابح المانعة للانغلاق ) )ABS                                                                               | √               | √               |
| نظام التوزيع الإلكتروني لقوة الفرملة ) )EBD                                                                        | √               | √               |
| نظام تعزيز الفرملة                                                                                                 | √               | √               |
| وسادة هوائية للسائق والراكب بجواره                                                                                 | √               | √               |
| نظام التحكم الديناميكي بالسيارة ) VDC ( مع نظام التحكم بالتشبث ) )TCS                                              | √               | √               |
| مساند رأس الصف الأمامي والثاني والثالث قابلة للضبط                                                                 | √               | √               |
| نظام تثبيت الأطفال )لاقطات سفلية وأحزمة للأطفال(                                                                   | √               | √               |
| خطوط انسيابية تزين غطاء المحرك وعمود عجلة قيادة مزودة بتقنية امتصاص الطاقة وقضبان حماية لجانب الباب على شكل أنابيب | √               | √               |
| نظام مراقبة ضغط الإطارات ) )TPMS                                                                                   | √               | √               |
| نظام مفتاح إبطال المحرك                                                                                            | √               | √               |
| نظام أمان السيارة                                                                                                  | √               | √               |
| الوسادة الهوائية الجانبية والستارية للسائق والراكب بجواره                                                          | X               | X               |
| عجلات مسبوكة من خلائط الألمنيوم قياس 18 بوصة                                                                       | √               | √               |
| كشافات LED تعمل في وضح النهار ) )DTRL                                                                              | √               | √               |
| نظام الإضاءة الأوتوماتيكية                                                                                         | √               | √               |
| قضبان سقفية | √               | √               |
| جناح خلفي | √               | √               |
| خطاف قطر | √               | √               |
| عجلات مسبوكة من خلائط الألمنيوم قياس 20 بوصة                                                                       | X               | X               |
| كشافات ضباب أمامية                                                                                                 | X               | X               |
| خطاف قطر مع حلقة قطر                                                                                               | X               | X               |
| فتحة سقف | X               | X               |
| مصباح أمامي LED | X               | X               |
| مرايا جانبية بلون السيارة بخاصية الضبط الكهربائي وإشارات الانعطاف                                                  | X               | X               |
| كشافات قراءة أمامية                                                                                                | √               | √               |
| أربعة مقابس طاقة تيار مباشر ) 12 فولطاً(                                                                            | √               | √               |
| عمود عجلة القيادة قابل للتعديل طولاً وارتفاعاً بشكل يدوي                                                             | √               | √               |
| حافظة نظارة شمس علوية                                                                                              | √               | √               |
| عشرة حاملات أكواب وست حاملات عبوات                                                                                 | √               | √               |
| مقعد السائق يتحرك آلياً بثمانية اتجاهات مع دعم منطقة القطنية )أسفل الظهر( يدوياً                                     | √               | √               |
| إضاءة ترحيبية | X               | X               |
| عمود عجلة القيادة قابل للتعديل طولاً وارتفاعاً بشكل آلي                                                              | X               | X               |
| مقعد السائق يتحرك آلياً بثمانية اتجاهات مع دعم منطقة القطنية )أسفل الظهر( آلياً                                      | X               | X               |
| مقعد الراكب الأمامي يتحرك آلياً بأربعة اتجاهات                                                                      | X               | X               |
| المقاعد مكسوة بالجلد والباب مكسو بالجلد                                                                            | X               | X               |
| مقاعد أمامية مدفأة                                                                                                 | X               | X               |
| شاشة ملونة تعمل باللمس المتعدد قياس 203 ملم ) 8.0 بوصات(                                                           | √               | √               |
| مفتاح ذكي )قفل/إلغاء القفل(                                                                                        | √               | √               |
| نظام هاتف التحدث الحر بتقنية بلوتوث                                                                                | √               | √               |
| نظام أوتوماتيكي للتحكم بدرجة الحرارة ثلاثي المناطق                                                                 | √               | √               |
| قفل الأطفال + قفل مركزي للأبواب + القفل التلقائي الحساس للسرعة + إلغاء قفل الأبواب الحساس للتصادم                  | √               | √               |
| نوافذ كهربائية تتمتع بخاصية الفتح أو الإغلاق الكامل آلياً بلمسة زر                                                  | √               | √               |
| التحكم في ثبات السرعة باستخدام مفاتيح مدمجة بعجلة القيادة                                                          | √               | √               |
| مساحات للزجاج الأمامي بشفرات مسطحة تعمل بشكل متقطع وحساسة لسرعة السيار                                             | √               | √               |
| ماسحة النافذة الخلفية التي تعمل بشكل متقطع                                                                         | √               | √               |
| نظام صوتي CD/AM/FM/ MP3 مع شاشة ملونة قياس 203 ملم ) 8.0 بوصات( وستة مكبرات للصوت                                  | √               | √               |
| منفذا USB لتوصيل جهاز iPod® والأجهزة المتوافقة الأخرى                                                              | √               | √               |
| مفاتيح مضاءة للتحكم بنظام الترفيه الصوتي مدمجة بعجلة القيادة                                                       | √               | √               |
| شاشة الرؤية الخلفية مع حساس الركن الخلفي                                                                           | X               | X               |
| مفتاح ذكي (قفل/إلغاء القفل/باب خلفي كهربائي/تشغيل المحرك عن بُعد)                                                   | X               | X               |
| الباب الخلفي يعمل بمستشعر حركة / خاصية التحدث الحر                                                                 | X               | X               |
| نظام تشغيل المحرك عن بُعد ) )RESS                                                                                   | X               | X               |
| مرآة الرؤية الخلفية الداخلية الآلية المانعة للإبهار                                                                | X               | X               |
| الملاحة | X               | X               |
| خاصية الذاكرة لحفظ وضعية مقعد السائق والمرايا الخارجية                                                             | X               | X               |
| ذاكرة وضعية عجلة القيادة                                                                                           | X               | X               |
| نظام صوت Bose® متميز مع 13 مكبراً للصوت                                                                             | X               | X               |

### نيسان باث فايندر اس في
نظام الدفع الثنائي والرباعي
المواصفات
|                                     | دفع ثنائي - 2WD                                                               | دفع رباعي - 4WD                                                               |
| المحرك                              |                                                                               |                                                                               |
| نوع الوقود                          | بنزين                                                                         | بنزين                                                                         |
| عدد الأسطوانات                      | 3.5L V6                                                                       | 3.5L V6                                                                       |
| حجم المحرك / السعة                  | 3498                                                                          | 3498                                                                          |
| القوة القصوى (كيلو وات)             | 271 حصان                                                                      | 271 حصان                                                                      |
| العزم الأقصى (نيوتن متر)            | 340 نيوتن متر عند 4800 دورة/دقيقة                                             | 340 نيوتن متر عند 4800 دورة/دقيقة                                             |
| نوع المحرك                          | V6                                                                            | V6                                                                            |
| نوع ناقل الحركة                     | نظام التحكم المستمر في التوقيت المتباين للصمامات (CVT) في صمامي السحب والعادم | نظام التحكم المستمر في التوقيت المتباين للصمامات (CVT) في صمامي السحب والعادم |
| عجلات الدفع                         | 2WD                                                                           | 4WD                                                                           |
| نظام عجلة القيادة                   |                                                                               |                                                                               |
| القيادة                             | عجلة القيادة الإلكترونية بمساعدة الطاقة الهيدروليكية الحساسة للسرعة           | عجلة القيادة الإلكترونية بمساعدة الطاقة الهيدروليكية الحساسة للسرعة           |
| الأبعاد والسعة                      |                                                                               |                                                                               |
| سعة الوقود (لترات)                  | 74                                                                            | 74                                                                            |
| الطول الإجمالي (ملم)                | 5008                                                                          | 5008                                                                          |
| العرض الإجمالي عن فتح المرايا (ملم) | 1960                                                                          | 1960                                                                          |
| الارتفاع الكلي (ملم)                | 1783                                                                          | 1783                                                                          |
| قاعدة العجلات (ملم)                 | 2900                                                                          | 2900                                                                          |

التجهيزات
| | دفع ثنائي - 2WD | دفع رباعي - 4WD |
| الأمان و السلامة                                                                                                   |                 |                 |
| نظام المساعدة في صعود المنحدرات                                                                                    | √               | √               |
| نظام التحكم عند نزول المنحدرات )موديلات الدفع الرباعي فقط(                                                         | √               | √               |
| مكابح أمامية وخلفية بأقراص مهواة                                                                                   | √               | √               |
| نظام المكابح المانعة للانغلاق ) )ABS                                                                               | √               | √               |
| نظام التوزيع الإلكتروني لقوة الفرملة ) )EBD                                                                        | √               | √               |
| نظام تعزيز الفرملة                                                                                                 | √               | √               |
| وسادة هوائية للسائق والراكب بجواره                                                                                 | √               | √               |
| نظام التحكم الديناميكي بالسيارة ) VDC ( مع نظام التحكم بالتشبث ) )TCS                                              | √               | √               |
| مساند رأس الصف الأمامي والثاني والثالث قابلة للضبط                                                                 | √               | √               |
| نظام تثبيت الأطفال )لاقطات سفلية وأحزمة للأطفال(                                                                   | √               | √               |
| خطوط انسيابية تزين غطاء المحرك وعمود عجلة قيادة مزودة بتقنية امتصاص الطاقة وقضبان حماية لجانب الباب على شكل أنابيب | √               | √               |
| نظام مراقبة ضغط الإطارات ) )TPMS                                                                                   | √               | √               |
| نظام مفتاح إبطال المحرك                                                                                            | √               | √               |
| نظام أمان السيارة                                                                                                  | √               | √               |
| الوسادة الهوائية الجانبية والستارية للسائق والراكب بجواره                                                          | √               | √               |
| المواصفات الخارجية                                                                                                 |                 |                 |
| عجلات مسبوكة من خلائط الألمنيوم قياس 18 بوصة                                                                       | X               | X               |
| كشافات LED تعمل في وضح النهار ) )DTRL                                                                              | √               | √               |
| نظام الإضاءة الأوتوماتيكية                                                                                         | √               | √               |
| قضبان سقفية | √               | √               |
| جناح خلفي | √               | √               |
| خطاف قطر | X               | X               |
| عجلات مسبوكة من خلائط الألمنيوم قياس 20 بوصة                                                                       | √               | √               |
| كشافات ضباب أمامية                                                                                                 | √               | √               |
| خطاف قطر مع حلقة قطر                                                                                               | √               | √               |
| فتحة سقف | √               | √               |
| مصباح أمامي LED | X               | X               |
| مرايا جانبية بلون السيارة بخاصية الضبط الكهربائي وإشارات الانعطاف                                                  | X               | X               |
| المواصفات الداخلية                                                                                                 |                 |                 |
| كشافات قراءة أمامية                                                                                                | √               | √               |
| أربعة مقابس طاقة تيار مباشر ) 12 فولطاً(                                                                            | √               | √               |
| عمود عجلة القيادة قابل للتعديل طولاً وارتفاعاً بشكل يدوي                                                             | X               | X               |
| حافظة نظارة شمس علوية                                                                                              | √               | √               |
| عشرة حاملات أكواب وست حاملات عبوات                                                                                 | √               | √               |
| مقعد السائق يتحرك آلياً بثمانية اتجاهات مع دعم منطقة القطنية )أسفل الظهر( يدوياً                                     | X               | X               |
| إضاءة ترحيبية | √               | √               |
| عمود عجلة القيادة قابل للتعديل طولاً وارتفاعاً بشكل آلي                                                              | √               | √               |
| مقعد السائق يتحرك آلياً بثمانية اتجاهات مع دعم منطقة القطنية )أسفل الظهر( آلياً                                      | √               | √               |
| مقعد الراكب الأمامي يتحرك آلياً بأربعة اتجاهات                                                                      | √               | √               |
| المقاعد مكسوة بالجلد والباب مكسو بالجلد                                                                            | √               | √               |
| مقاعد أمامية مدفأة                                                                                                 | X               | X               |
| الراحة |                 |                 |
| شاشة ملونة تعمل باللمس المتعدد قياس 203 ملم ) 8.0 بوصات(                                                           | √               | √               |
| مفتاح ذكي )قفل/إلغاء القفل(                                                                                        | X               | X               |
| نظام هاتف التحدث الحر بتقنية بلوتوث                                                                                | √               | √               |
| نظام أوتوماتيكي للتحكم بدرجة الحرارة ثلاثي المناطق                                                                 | √               | √               |
| قفل الأطفال + قفل مركزي للأبواب + القفل التلقائي الحساس للسرعة + إلغاء قفل الأبواب الحساس للتصادم                  | √               | √               |
| نوافذ كهربائية تتمتع بخاصية الفتح أو الإغلاق الكامل آلياً بلمسة زر                                                  | √               | √               |
| التحكم في ثبات السرعة باستخدام مفاتيح مدمجة بعجلة القيادة                                                          | √               | √               |
| مساحات للزجاج الأمامي بشفرات مسطحة تعمل بشكل متقطع وحساسة لسرعة السيار                                             | √               | √               |
| ماسحة النافذة الخلفية التي تعمل بشكل متقطع                                                                         | √               | √               |
| نظام صوتي CD/AM/FM/ MP3 مع شاشة ملونة قياس 203 ملم ) 8.0 بوصات( وستة مكبرات للصوت                                  | √               | √               |
| منفذا USB لتوصيل جهاز iPod® والأجهزة المتوافقة الأخرى                                                              | √               | √               |
| مفاتيح مضاءة للتحكم بنظام الترفيه الصوتي مدمجة بعجلة القيادة                                                       | √               | √               |
| شاشة الرؤية الخلفية مع حساس الركن الخلفي                                                                           | √               | √               |
| مفتاح ذكي )قفل/إلغاء القفل/باب خلفي كهربائي/تشغيل المحرك عن بُعد(                                                   | √               | √               |
| الباب الخلفي يعمل بمستشعر حركة / خاصية التحدث الحر                                                                 | √               | √               |
| نظام تشغيل المحرك عن بُعد ) )RESS                                                                                   | √               | √               |
| مرآة الرؤية الخلفية الداخلية الآلية المانعة للإبهار                                                                | √               | √               |
| الملاحة | √               | √               |
| خاصية الذاكرة لحفظ وضعية مقعد السائق والمرايا الخارجية                                                             | X               | X               |
| ذاكرة وضعية عجلة القيادة                                                                                           | X               | X               |
| نظام صوت Bose® متميز مع 13 مكبراً للصوت                                                                             | X               | X               |

### نيسان باث فايندر اس ال
نظام الدفع الثنائي والرباعي
المواصفات
|                                     | دفع ثنائي                                                                     | دفع رباعي                                                                     |
| المحرك و ناقل الحركة                |                                                                               |                                                                               |
| نوع الوقود                          | بنزين                                                                         | بنزين                                                                         |
| عدد الأسطوانات                      | 3.5L V6                                                                       | 3.5L V6                                                                       |
| حجم المحرك / السعة                  | 3498                                                                          | 3498                                                                          |
| القوة القصوى (كيلو وات)             | 271 حصان                                                                      | 271 حصان                                                                      |
| العزم الأقصى (نيوتن متر)            | 340 نيوتن متر عند 4800 دورة/دقيقة                                             | 340 نيوتن متر عند 4800 دورة/دقيقة                                             |
| نوع المحرك                          | V6                                                                            | V6                                                                            |
| نوع ناقل الحركة                     | نظام التحكم المستمر في التوقيت المتباين للصمامات (CVT) في صمامي السحب والعادم | نظام التحكم المستمر في التوقيت المتباين للصمامات (CVT) في صمامي السحب والعادم |
| عجلات الدفع                         | 2WD                                                                           | 4WD                                                                           |
| نظام عجلة القيادة                   |                                                                               |                                                                               |
| القيادة                             | عجلة القيادة الإلكترونية بمساعدة الطاقة الهيدروليكية الحساسة للسرعة           | عجلة القيادة الإلكترونية بمساعدة الطاقة الهيدروليكية الحساسة للسرعة           |
| الأبعاد والسعة                      |                                                                               |                                                                               |
| سعة الوقود (لترات)                  | 74                                                                            | 74                                                                            |
| الطول الإجمالي (ملم)                | 5008                                                                          | 5008                                                                          |
| العرض الإجمالي عن فتح المرايا (ملم) | 1960                                                                          | 1960                                                                          |
| الارتفاع الكلي (ملم)                | 1783                                                                          | 1783                                                                          |
| قاعدة العجلات (ملم)                 | 2900                                                                          | 2900                                                                          |

التجهيزات
| | دفع ثنائي - 2WD | دفع رباعي - 4WD |
| الأمان و السلامة                                                                                                   |                 |                 |
| نظام المساعدة في صعود المنحدرات                                                                                    | √               | √               |
| نظام التحكم عند نزول المنحدرات )موديلات الدفع الرباعي فقط(                                                         | √               | √               |
| مكابح أمامية وخلفية بأقراص مهواة                                                                                   | √               | √               |
| نظام المكابح المانعة للانغلاق ) )ABS                                                                               | √               | √               |
| نظام التوزيع الإلكتروني لقوة الفرملة ) )EBD                                                                        | √               | √               |
| نظام تعزيز الفرملة                                                                                                 | √               | √               |
| وسادة هوائية للسائق والراكب بجواره                                                                                 | √               | √               |
| نظام التحكم الديناميكي بالسيارة ) VDC ( مع نظام التحكم بالتشبث ) )TCS                                              | √               | √               |
| مساند رأس الصف الأمامي والثاني والثالث قابلة للضبط                                                                 | √               | √               |
| نظام تثبيت الأطفال )لاقطات سفلية وأحزمة للأطفال(                                                                   | √               | √               |
| خطوط انسيابية تزين غطاء المحرك وعمود عجلة قيادة مزودة بتقنية امتصاص الطاقة وقضبان حماية لجانب الباب على شكل أنابيب | √               | √               |
| نظام مراقبة ضغط الإطارات ) )TPMS                                                                                   | √               | √               |
| نظام مفتاح إبطال المحرك                                                                                            | √               | √               |
| نظام أمان السيارة                                                                                                  | √               | √               |
| الوسادة الهوائية الجانبية والستارية للسائق والراكب بجواره                                                          | √               | √               |
| المواصفات الخارجية                                                                                                 |                 |                 |
| عجلات مسبوكة من خلائط الألمنيوم قياس 18 بوصة                                                                       | X               | X               |
| كشافات LED تعمل في وضح النهار ) )DTRL                                                                              | √               | √               |
| نظام الإضاءة الأوتوماتيكية                                                                                         | √               | √               |
| قضبان سقفية | √               | √               |
| جناح خلفي | √               | √               |
| خطاف قطر | X               | X               |
| عجلات مسبوكة من خلائط الألمنيوم قياس 20 بوصة                                                                       | √               | √               |
| كشافات ضباب أمامية                                                                                                 | √               | √               |
| خطاف قطر مع حلقة قطر                                                                                               | √               | √               |
| فتحة سقف | √               | √               |
| مصباح أمامي LED | √               | √               |
| مرايا جانبية بلون السيارة بخاصية الضبط الكهربائي وإشارات الانعطاف                                                  | √               | √               |
| المواصفات الداخلية                                                                                                 |                 |                 |
| كشافات قراءة أمامية                                                                                                | √               | √               |
| أربعة مقابس طاقة تيار مباشر ) 12 فولطاً(                                                                            | √               | √               |
| عمود عجلة القيادة قابل للتعديل طولاً وارتفاعاً بشكل يدوي                                                             | X               | X               |
| حافظة نظارة شمس علوية                                                                                              | √               | √               |
| عشرة حاملات أكواب وست حاملات عبوات                                                                                 | √               | √               |
| مقعد السائق يتحرك آلياً بثمانية اتجاهات مع دعم منطقة القطنية )أسفل الظهر( يدوياً                                     | X               | X               |
| إضاءة ترحيبية | √               | √               |
| عمود عجلة القيادة قابل للتعديل طولاً وارتفاعاً بشكل آلي                                                              | √               | √               |
| مقعد السائق يتحرك آلياً بثمانية اتجاهات مع دعم منطقة القطنية )أسفل الظهر( آلياً                                      | √               | √               |
| مقعد الراكب الأمامي يتحرك آلياً بأربعة اتجاهات                                                                      | √               | √               |
| المقاعد مكسوة بالجلد والباب مكسو بالجلد                                                                            | √               | √               |
| مقاعد أمامية مدفأة                                                                                                 | √               | √               |
| الراحة |                 |                 |
| شاشة ملونة تعمل باللمس المتعدد قياس 203 ملم ) 8.0 بوصات(                                                           | √               | √               |
| مفتاح ذكي )قفل/إلغاء القفل(                                                                                        | X               | X               |
| نظام هاتف التحدث الحر بتقنية بلوتوث                                                                                | √               | √               |
| نظام أوتوماتيكي للتحكم بدرجة الحرارة ثلاثي المناطق                                                                 | √               | √               |
| قفل الأطفال + قفل مركزي للأبواب + القفل التلقائي الحساس للسرعة + إلغاء قفل الأبواب الحساس للتصادم                  | √               | √               |
| نوافذ كهربائية تتمتع بخاصية الفتح أو الإغلاق الكامل آلياً بلمسة زر                                                  | √               | √               |
| التحكم في ثبات السرعة باستخدام مفاتيح مدمجة بعجلة القيادة                                                          | √               | √               |
| مساحات للزجاج الأمامي بشفرات مسطحة تعمل بشكل متقطع وحساسة لسرعة السيار                                             | √               | √               |
| ماسحة النافذة الخلفية التي تعمل بشكل متقطع                                                                         | √               | √               |
| نظام صوتي CD/AM/FM/ MP3 مع شاشة ملونة قياس 203 ملم ) 8.0 بوصات( وستة مكبرات للصوت                                  | X               | X               |
| منفذا USB لتوصيل جهاز iPod® والأجهزة المتوافقة الأخرى                                                              | √               | √               |
| مفاتيح مضاءة للتحكم بنظام الترفيه الصوتي مدمجة بعجلة القيادة                                                       | √               | √               |
| شاشة الرؤية الخلفية مع حساس الركن الخلفي                                                                           | √               | √               |
| مفتاح ذكي )قفل/إلغاء القفل/باب خلفي كهربائي/تشغيل المحرك عن بُعد(                                                   | √               | √               |
| الباب الخلفي يعمل بمستشعر حركة / خاصية التحدث الحر                                                                 | √               | √               |
| نظام تشغيل المحرك عن بُعد ) )RESS                                                                                   | √               | √               |
| مرآة الرؤية الخلفية الداخلية الآلية المانعة للإبهار                                                                | √               | √               |
| الملاحة | √               | √               |
| خاصية الذاكرة لحفظ وضعية مقعد السائق والمرايا الخارجية                                                             | √               | √               |
| ذاكرة وضعية عجلة القيادة                                                                                           | √               | √               |
| نظام صوت Bose® متميز مع 13 مكبراً للصوت                                                                             | √               | √               |

### نيسان باث فايندر بلاتينيوم
نظام الدفع الثنائي ( الأمامي )
التجهيزات
الخارجية
- الجسم
- شكل الجسم: سيارة رياضية
- الأبعاد
- قاعدة العجلات (بوصة): 114.2
- الطول الكلي (بوصة): 198.5
- العرض ، الحد الأقصى بدون مرايا (بوصة): 77.3
- الارتفاع الكلي (بوصة): 69.5
- ابواب وشبابيك
- تذويب خلفي
- زجاج الخصوصية
- نوافذ كهربائية
- الميزات الخارجية
- فتحة سقف مزدوجة
- سقف الشمس / القمر
- سقف بانورامي
- الشمس / فتحة السقف
- جناح خلفي
- قياسات
- الوزن الصافي الأساسي (رطل): 4525
- الإطارات والعجلات
- الإطارات - الأداء الأمامي
- الإطارات - الأداء الخلفي
- إطار احتياطي مدمج
- نظام مراقبة ضغط الهواء في الإطارات
- عجلات ألمنيوم
- سحب سيارة
- جهاز استقبال وصلة المقطورة
- سعة القطر القصوى (رطل): 6000

الداخلية
- الراحة والراحة
- إنذار
- كاميرا احتياطية
- مثبت السرعة
- نظام تثبيت السرعة التكيفي
- نظام مكافحة سرقة السيارة
- مصابيح ضباب
- مصابيح أمامية أوتوماتيكية
- غطاء الأمتعة الداخلي (اختياري)
- بدء التشغيل بدون مفتاح
- رف الأمتعة (اختياري)
- مساعد الركن الخلفي
- باب خلفي كهربائي
- باب صندوق الأمتعة بدون استخدام اليدين
- بدء تشغيل المحرك عن بعد
- عجلة قيادة قابلة للتعديل
- ضوابط عجلة القيادة
- عجلة قيادة مكسوة بالجلد
- عجلة القيادة ساخنة
- جولة بالكمبيوتر
- تحرير الجذع البعيد
- فتحت باب المرآب العالمي
- مساحات متقطعة
- مساحات متغيرة السرعة ومتقطعة
- دخول بدون مفتاح
- أقفال باب الطاقة
- مرآة الرؤية الخلفية الكهربائية
- مرايا مدفأة
- ذاكرة المرآة
- مرايا كهربائية
- مرآة الغرور للسائق
- مرآة زينة مضاءة للسائق
- مرآة الغرور للركاب
- مرآة حاجب مضاءة للركاب
- مقود
- الأبعاد
- سعة الركاب: 7
- حجم الركاب (قدم مكعب): 133.7
- مساحة الرأس الأمامية (بوصة): 41.1
- مساحة الأرجل الأمامية (بوصة): 42.2
- مساحة الكتف الأمامي (بوصة): 60.9
- غرفة الفخذ الأمامية (داخل): 56.8
- غرفة الرأس الثانية (داخل): 38.5
- غرفة الساق الثانية (داخل): 41.7
- غرفة الكتف الثانية (بوصة): 60.4
- غرفة الورك الثانية (داخل): 56
- غرفة الساق الثالثة (داخل): 30.7
- حجم الحمولة إلى المقعد 1 (قدم مكعب): 78.9
- حجم الحمولة إلى المقعد 2 (قدم مكعب): 47
- حجم الحمولة إلى المقعد 3 (قدم مكعب): 16
- وسائل الترفيه
- ستيريو AM / FM
- مدخلات الصوت المساعدة
- مشغل الاقراص
- راديو عالي الدقة
- مشغل MP3 (اختياري)
- التحكم في صوت المقعد الخلفي (اختياري)
- راديو الأقمار الصناعية
- نظام صوت ممتاز
- نظام الترفيه (اختياري)
- تسخين تبريد
- التحكم في المناخ
- منطقة مزدوجة A / C
- تكييف
- مكيف خلفي
- الملاحة والاتصالات
- نظام ملاحة
- نظام اتصالات حر اليدين على متن الطائرة
- ربط الهاتف الخليوي اللاسلكية
- مقاعد
- مقاعد جلدية (اختيارية)
- المقعد الخلفي الإضافي
- مقعد السائق المبرد
- مقاعد أمامية ساخنة
- مقعد خلفي مدفأ
- سائق قطني
- ذاكرة المقعد
- مقعد السائق الكهربائي
- مقعد الراكب الكهربائي
- المقعد الخلفي المار
- مقاعد الصف الثاني
- مقاعد دلو

المواصفات
- أداء المحرك
- نظام دفع بالعجلات الأمامية
- محرك اسطوانة V6
- نوع المحرك: عادي خالي من الرصاص V-6
- النزوح: 3.5 لتر / 213
- القدرة الحصانية (الصافي @ RPM): 284 @ 6400
- عزم الدوران (الصافي @ RPM): 259 عند 4400
- ناقل الحركة: CVT w / OD
- قطر الدوران: 38.7
- وقود
- وقود البنزين
- استهلاك الوقود على الطريق السريع : 20(MPG)
- استهلاك الوقود داخل المدينة : 27(MPG)
- سعة خزان الوقود ، تقريبًا (جالون): 19.5
- ايقاف عن العمل
- نوع التعليق - أمامي: Strut
- نوع التعليق - خلفي: متعدد الوصلات
- نوع التعليق - أمامي (تابع): Strut
- نوع التعليق - خلفي (تابع): متعدد الوصلات
- الانتقال
- تلقائي
- متغير باستمرار

سلامة
- وسائد هوائية
- وسادة هوائية للسائق
- وسادة هوائية للركاب
- كيس هواء أمامي للرأس
- كيس هواء خلفي
- كيس هواء جانبي أمامي
- الفرامل
- 4 عجلات ABS
- فرامل قرصية على 4 عجلات
- ميزات السلامة
- مساعدة الفرامل
- التحكم الإلكتروني بالثبات
- مصابيح نهارية
- اقفال امان للاطفال
- مرايا إشارة انعطاف مدمجة
- التحكم في الجر
- نظام مراقبة النقطة العمياء
- تنبيه المرور العابر[16]

نظام الدفع الرباعي
التجهيزات
الخارج
- الجسم
- شكل الجسم: أداة رياضية
- الأبعاد
- قاعدة العجلات (بوصة): 114.2
- الطول الكلي (بوصة): 198.5
- العرض ، الحد الأقصى بدون مرايا (بوصة): 77.3
- الارتفاع الكلي (بوصة): 69.5
- ابواب وشبابيك
- تذويب خلفي
- زجاج الخصوصية
- نوافذ كهربائية
- الميزات الخارجية
- فتحة سقف مزدوجة
- سقف الشمس / القمر
- سقف بانورامي
- الشمس / فتحة السقف
- لوحات الجري (اختياري)
- جناح خلفي
- قياسات
- الوزن الصافي الأساسي (رطل): 4662
- الإطارات والعجلات
- الإطارات - الأداء الأمامي
- الإطارات - الأداء الخلفي
- إطار احتياطي مدمج
- نظام مراقبة ضغط الهواء في الإطارات
- عجلات ألمنيوم
- سحب سيارة
- جهاز استقبال وصلة المقطورة
- سعة القطر القصوى (رطل): 6000

الداخلية
- الراحة والراحة
- إنذار
- كاميرا احتياطية
- مثبت السرعة
- نظام تثبيت السرعة التكيفي
- نظام مكافحة سرقة السيارة
- مصابيح ضباب
- مصابيح أمامية أوتوماتيكية
- غطاء الأمتعة الداخلي (اختياري)
- بدء التشغيل بدون مفتاح
- رف الأمتعة (اختياري)
- مساعد الركن الخلفي
- باب خلفي كهربائي
- باب صندوق الأمتعة بدون استخدام اليدين
- بدء تشغيل المحرك عن بعد
- عجلة قيادة قابلة للتعديل
- ضوابط عجلة القيادة
- عجلة قيادة مكسوة بالجلد
- عجلة القيادة ساخنة
- جولة بالكمبيوتر
- تحرير الجذع البعيد
- فتحت باب المرآب العالمي
- مساحات متقطعة
- مساحات متغيرة السرعة ومتقطعة
- دخول بدون مفتاح
- أقفال باب الطاقة
- مرآة الرؤية الخلفية الكهربائية
- مرايا مدفأة
- ذاكرة المرآة
- مرايا كهربائية
- مرآة الغرور للسائق
- مرآة زينة مضاءة للسائق
- مرآة الغرور للركاب
- مرآة حاجب مضاءة للركاب
- مقود
- الأبعاد
- سعة الركاب: 7
- حجم الركاب (قدم مكعب): 133.7
- مساحة الرأس الأمامية (بوصة): 41.1
- مساحة الأرجل الأمامية (بوصة): 42.2
- مساحة الكتف الأمامي (بوصة): 60.9
- غرفة الفخذ الأمامية (داخل): 56.8
- غرفة الرأس الثانية (داخل): 38.5
- غرفة الساق الثانية (داخل): 41.7
- غرفة الكتف الثانية (بوصة): 60.4
- غرفة الورك الثانية (داخل): 56
- غرفة الساق الثالثة (داخل): 30.7
- حجم الحمولة إلى المقعد 1 (قدم مكعب): 78.9
- حجم الحمولة إلى المقعد 2 (قدم مكعب): 47
- حجم الحمولة إلى المقعد 3 (قدم مكعب): 16
- وسائل الترفيه
- ستيريو AM / FM
- مدخلات الصوت المساعدة
- مشغل الاقراص
- راديو عالي الدقة
- مشغل MP3 (اختياري)
- التحكم في صوت المقعد الخلفي (اختياري)
- راديو الأقمار الصناعية
- نظام صوت ممتاز
- نظام الترفيه (اختياري)
- تسخين تبريد
- التحكم في المناخ
- منطقة مزدوجة A / C
- تكييف
- مكيف خلفي
- الملاحة والاتصالات
- نظام ملاحة
- نظام اتصالات حر اليدين على متن الطائرة
- ربط الهاتف الخليوي اللاسلكية
- مقاعد
- مقاعد جلدية (اختيارية)
- المقعد الخلفي الإضافي
- مقعد السائق المبرد
- مقاعد أمامية ساخنة
- مقعد خلفي مدفأ
- سائق قطني
- ذاكرة المقعد
- مقعد السائق الكهربائي
- مقعد الراكب الكهربائي
- المقعد الخلفي المار
- مقاعد الصف الثاني
- مقاعد دلو

المواصفات
- أداء المحرك
- بالدفع على العجلات الأربع
- محرك اسطوانة V6
- نوع المحرك: عادي خالي من الرصاص V-6
- النزوح: 3.5 لتر / 213
- القدرة الحصانية (الصافي @ RPM): 284 @ 6400
- عزم الدوران (الصافي @ RPM): 259 عند 4400
- ناقل الحركة: CVT w / OD
- قطر الدوران: 38.7
- وقود
- وقود البنزين
- استهلاك الوقود على الطريق السريع : 19(MPG)
- استهلاك الوقود داخل المدينة : 26(MPG)
- سعة خزان الوقود ، تقريبًا (جالون): 19.5
- ايقاف عن العمل
- نوع التعليق - أمامي: Strut
- نوع التعليق - خلفي: متعدد الوصلات
- نوع التعليق - أمامي (تابع): Strut
- نوع التعليق - خلفي (تابع): متعدد الوصلات
- الانتقال
- تلقائي
- متغير باستمرار

سلامة
- وسائد هوائية
- وسادة هوائية للسائق
- وسادة هوائية للركاب
- كيس هواء أمامي للرأس
- كيس هواء خلفي
- كيس هواء جانبي أمامي
- الفرامل
- 4 عجلات ABS
- فرامل قرصية على 4 عجلات
- ميزات السلامة
- مساعدة الفرامل
- التحكم الإلكتروني بالثبات
- مصابيح نهارية
- اقفال امان للاطفال
- مرايا إشارة انعطاف مدمجة
- التحكم في الجر
- نظام مراقبة النقطة العمياء
- تنبيه المرور العابر[17]

## المبيعات

### نيسان باث فايندر - أرقام مبيعات الولايات المتحدة
نيسان باث فايندر - الولايات المتحدة - شهري
| عام  | يناير          | فبراير         | مارس            | أبريل          | مايو           | يونيو           |
| ---- | -------------- | -------------- | --------------- | -------------- | -------------- | --------------- |
| 2005 | 6،359          | 6094           | 7،345           | 5،579          | 6071           | 6،620           |
| 2006 | 6079           | 6،680          | 8489            | 5702           | 5797           | 5،355           |
| 2007 | 4829           | 4،999          | 6323            | 4089           | 4934           | 5،073           |
| 2008 | 2933           | 3،765          | 4132            | 2418           | 2،382          | 1،436           |
| 2009 | 1،547          | 1،498          | 1،637           | 1117           | 1،419          | 1،320           |
| 2010 | 1،577          | 1491           | 1،880           | 1،637          | 1992           | 1،734           |
| 2011 | 1،593          | 2،392          | 2727            | 1،626          | 1،793          | 2111            |
| 2012 | 2،081          | 5712           | 3273            | 2،057          | 2،377          | 2،706           |
| 2013 | 6281           | 7،014          | 9071            | 6473           | 9،340          | 8360            |
| 2014 | 5،308          | 6،367          | 7894            | 6105           | 7929           | 6،361           |
| 2015 | 6138           | 7066           | 8594            | 5،551          | 7421           | 7،168           |
| 2016 | 6،451          | 7،244          | 8713            | 5633           | 5،981          | 5737            |
| 2017 | 7281           | 8997           | 10442           | 5712           | 6،457          | 6578            |
| 2018 | 5286           | 6140           | 6،680           | 2741           | 6119           | 6736            |
| 2019 | 5268           | 4860           | 7،226           | 4،713          | 7،751          | 6494            |
| 2020 | 5،876          | 7608           | 4،608           | 1،595          | 3544           | 3،722           |
|      | اجمالي = 74887 | اجمالي = 87927 | اجمالي = 99.034 | اجمالي = 62748 | اجمالي = 81307 | اجمالي = 77.511 |

| عام  | يوليو          | أغسطس          | سبتمبر          | أكتوبر         | نوفمبر          | ديسمبر         |
| ---- | -------------- | -------------- | --------------- | -------------- | --------------- | -------------- |
| 2005 | 8249           | 6،396          | 5،088           | 4918           | 5951            | 7،479          |
| 2006 | 5،572          | 5775           | 6091            | 5،972          | 5635            | 5،977          |
| 2007 | 4931           | 6633           | 7،084           | 5217           | 4131            | 4813           |
| 2008 | 4،711          | 6792           | 1،079           | 1142           | 1،214           | 1،551          |
| 2009 | 1،422          | 1،358          | 1،481           | 1،598          | 1،630           | 2،314          |
| 2010 | 1،912          | 1،615          | 1،829           | 1،474          | 1،835           | 2،462          |
| 2011 | 2237           | 2،093          | 2،311           | 2،072          | 2317            | 2663           |
| 2012 | 2،515          | 2،472          | 3،205           | 3،043          | 8097            | 7939           |
| 2013 | 8428           | 8،859          | 5،537           | 5،793          | 6801            | 6675           |
| 2014 | 7،364          | 7896           | 5325            | 5،542          | 6231            | 6789           |
| 2015 | 7802           | 7054           | 6203            | 5،584          | 5،094           | 8366           |
| 2016 | 5،530          | 5،794          | 8028            | 6421           | 6801            | 9368           |
| 2017 | 5،066          | 3،726          | 7460            | 6708           | 6585            | 6053           |
| 2018 | 5303           | 4889           | 6258            | 5،195          | 5404            | 6799           |
| 2019 | 4686           | 4223           | 4121            | 5636           | 4819            | 5،894          |
| 2020 | 3،707          | 3295           | 3570            | 0              | 0               | 0              |
|      | اجمالي = 79435 | اجمالي = 78870 | اجمالي = 74.670 | اجمالي = 66315 | اجمالي = 72.545 | اجمالي = 85142 |

نيسان باث فايندر - الولايات المتحدة - سنوي
| عام  | المبيعات المتحققة بالوحدات |
| ---- | -------------------------- |
| 2005 | 76149                      |
| 2006 | 73124                      |
| 2007 | 63.056                     |
| 2008 | 33555                      |
| 2009 | 18341                      |
| 2010 | 21،438                     |
| 2011 | 25935                      |
| 2012 | 45477                      |
| 2013 | 88،632                     |
| 2014 | 79111                      |
| 2015 | 82،041                     |
| 2016 | 81701                      |
| 2017 | 81065                      |
| 2018 | 67550                      |
| 2019 | 65691                      |
| 2020 | 37525                      |

### نيسان باث فايندر - أرقام مبيعات كندا
نيسان باث فايندر - كندا - شهري
| عام  | يناير         | فبراير         | مارس          | أبريل         | مايو          | يونيو         |
| ---- | ------------- | -------------- | ------------- | ------------- | ------------- | ------------- |
| 2012 | 294           | 241            | 155           | 78            | 112           | 162           |
| 2013 | 399           | 434            | 562           | 725           | 539           | 598           |
| 2014 | 622           | 538            | 1044          | 935           | 829           | 857           |
| 2015 | 587           | 702            | 917           | 810           | 832           | 975           |
| 2016 | 752           | 834            | 1،073         | 900           | 721           | 752           |
| 2017 | 765           | 892            | 1،185         | 778           | 963           | 1،229         |
| 2018 | 450           | 488            | 746           | 654           | 568           | 618           |
| 2019 | 417           | 359            | 533           | 455           | 833           | 527           |
| 2020 | 258           | 275            | 317           | 134           | 297           | 312           |
|      | اجمالي = 4544 | اجمالي = 4،763 | اجمالي = 6532 | اجمالي = 5469 | اجمالي = 5694 | اجمالي = 6030 |

| عام  | يوليو         | أغسطس          | سبتمبر        | أكتوبر        | نوفمبر         | ديسمبر        |
| ---- | ------------- | -------------- | ------------- | ------------- | -------------- | ------------- |
| 2012 | 47            | 78             | 116           | 175           | 678            | 530           |
| 2013 | 682           | 711            | 727           | 938           | 938            | 683           |
| 2014 | 813           | 792            | 889           | 799           | 794            | 776           |
| 2015 | 1141          | 757            | 767           | 871           | 713            | 826           |
| 2016 | 667           | 731            | 850           | 873           | 804            | 713           |
| 2017 | 733           | 729            | 1035          | 539           | 482            | 509           |
| 2018 | 545           | 637            | 640           | 551           | 687            | 515           |
| 2019 | 477           | 539            | 424           | 392           | 448            | 300           |
| 2020 | 379           | 337            | 365           | 0             | 0              | 0             |
|      | اجمالي = 5484 | اجمالي = 5،311 | اجمالي = 5813 | اجمالي = 5138 | اجمالي = 5،544 | اجمالي = 4852 |

نيسان باث فايندر - كندا - سنوي
| عام  | المبيعات المتحققة بالوحدات |
| ---- | -------------------------- |
| 2012 | 2666                       |
| 2013 | 7936                       |
| 2014 | 9688                       |
| 2015 | 9898                       |
| 2016 | 9670                       |
| 2017 | 9839                       |
| 2018 | 7099                       |
| 2019 | 5704                       |
| 2020 | 2674                       |

## روابط خارجية
- الموقع الرسمي